# 假面騎士系列
《假面騎士系列》（仮面ライダーシリーズ）是由日本漫畫家石之森章太郎、東映株式會社所創立的一系列特攝電視劇作品或其跨媒體製作系列，該系列通常以騎著摩托車的改造人「假面騎士」為特色，並與超級反派（通常稱為怪人）戰鬥的故事展開。
該系列始於1971年的電視劇《假面騎士》，講述了大學生本郷猛其擊敗意圖征服世界的祕密組織修卡的故事。原作系列隨後衍生出電視和電影續集，並在20世紀70年代早期在日本電視上掀起了第二次怪兽热潮（也稱為變身熱潮）。

## 歷史

### 昭和時代（1971－1989年）
假面騎士系列的歷史在1971年，由系列首作《假面騎士》開始。最初的假面騎士（後來被稱為假面騎士1號）具有以下特徵：
- 變身者必須是改造人
- 造型為綠色蚱蜢
- 多為紅色複眼
- 風車為變身腰帶核心
- 摩托車為騎乘工具
- 肩背披風
- 頭上天線
- 主要必殺技為「騎士踢」，屬於假面騎士系列的一大特色，亦有「騎士拳」
- 主要講述被強迫進行改造手術後逃離的改造人，與企圖支配地球的邪惡組織對抗。
- 由變身者變成假面騎士的口號為「變身」

隨著假面騎士2號因劇情需要在《假面騎士》登場後，這些特徵亦影響到後來更多具不同特色、力量更多元化的假面騎士，部分甚至成為了系列的標誌、傳統，其他作品更是不得使用(如「變身」的口號)。
由於《假面騎士》收視不錯，頗見成效，製作方亦迫不及待地製作續作《假面騎士強人》。這些最早期的假面騎士們又被稱為「榮光七人」。「榮光七人」也是許多的系列紀錄保持者，如最多集數( 《假面騎士》的98集) 和最少集數的紀錄 （《假面騎士亞馬遜》的24集） ，以及最高收視率的紀錄(《假面騎士V3》) 。
昭和時期的假面騎士系列（以下簡稱「昭和假面騎士」）也多有與《假面騎士》相同特徵。
自《假面騎士Sky Rider》在1979年播出後，隨著假面騎士系列作品增加，「昭和假面騎士」的數量也持續增加。自首作《假面騎士》至《假面騎士J》之間，共15位假面騎士都被歸類為此。
但因「昭和假面騎士」 是以風格分類，所以會出現《假面騎士Black RX》(1988年10月-1989年10月之間放送)、《真假面騎士 序章》(1992年放送)、《假面騎士ZO》(1993年放送)、《假面騎士J》(1994年放送)這種在平成年間播送卻被歸類為昭和的特例(因為昭和天皇在1989年1月去世，後由明仁天皇(年號平成)繼位)。
昭和假面騎士作品當中較為特別的，包括《假面騎士X》為首位機械騎士，《假面騎士亞馬遜》異於他作的原始、野性風格，《假面騎士Sky Rider》為首位能飛行的假面騎士， 《假面騎士Black》首次設定了宿敵—影月，《假面騎士Black RX》開創了多重形態轉換的例子，以及《假面騎士J》跟超人力霸王一樣擁有巨大身形。 但這些昭和假面騎士們基本上仍大致保留繼承自《假面騎士》的特徵。

### 平成一期／舊十年（2000－2009年）
自《假面騎士空我》起，歸類為平成假面騎士。大人向、暗黑風、悲劇英雄、懸疑謎團、多線緊扣的連續劇情，成功吸納成年觀眾，劇情以認真嚴謹和探討思想內涵、人性深度著稱，首五齣作品：《假面騎士空我》、《假面騎士顎門》、《假面騎士龍騎》、《假面騎士555》、《假面騎士劍》，普遍獲公認為「神作五部曲」。
平成一期加入許多不同元素，為往後超過20年的作品奠定基礎。大刀闊斧捨棄不少昭和時期傳統，但其實也有沿襲和間接致敬的痕跡，主要改革為融合流行元素：
- 連續劇模式。
- 撇除改造人才能變身成為假面騎士的限制，改為繼承超遠古力量；又或者因為取得某種資格，而能使用腰帶。
- 變身腰帶由第三作起改為外掛裝置，造型也由昔日的生物感，轉變為金屬科技為主。
- 複數騎士登場由第二作開始確立，騎士之間的矛盾和戰鬥成為劇情主軸之一。
- 女性騎士正式確立，但此一設定直到令和年代才大放異彩。
- 摩托車在越往後作品越被淡化，甚至沒有出現，因此曾被觀眾質疑假面騎士已名不符實。
- 敵役組織過渡為巨大黑幕企業，並廢除戰鬥員的設定。
- 怪人滅亡形式由傳統的大爆炸，逐漸變為多樣形式。

《假面騎士空我》以「鍬形蟲」為造型，開創在劇中刻意不使用「假面騎士」這個稱呼。敍事手法行寫實路線，怪人皮套製作充滿生物感；並且經過精密計算以字幕打出劇中時間，營造實時對應的效果。獲得日本科幻大賞星雲獎。沿襲《假面騎士Black RX》的多重形態轉換概念之餘，開創出最終形態的概念，其後的作品基本上沿襲此一設定。
《假面騎士顎門》主題為海上謎團，由一起船難揭開序幕。系列30週年紀念作，也是平成全系列最高收視率的假面騎士作品。本作首次出現複數騎士，分為三大主角、多線敍事，同時正式出現騎士彼此之間的對決 (因為官方當時不把《假面騎士Black》的反派影月歸類為假面騎士）。首次設定以假面騎士為藍本所製作的人造「裝作系統」(假面騎士G3、假面騎士G3-X、假面騎士G4)。女性首次擁有非正式的假面騎士變身型態，唯一瞬即逝。本作起所有假面騎士系列作品均有劇場版。
《假面騎士龍騎》主題是鏡世界，人們使用變身道具(卡組)，往返平行空間。本作奠定了往後幾乎所有作品中的假面騎士變身腰帶，皆為外掛裝置，同一騎士可以有複數變身者。故事最大革命性在於以13個騎士之間的戰鬥，至死方休作為主軸，因此變身者多為「生存」或個人欲望而戰鬥，而非以往騎士為「保護他人而戰」的正義化身。劇場版更是首次有正式的女性假面騎士(霧島美穗／假面騎士花夢)。
《假面騎士555》首次設定變身器為手機，造型設定科技時尚。故事由智腦公司(SMART BRAIN)研發的「三條腰帶」開始，講述人類演化成為更高級物種(操冥使徒)的無奈，藉此拓展至族群存亡。本作最大開創性在於腰帶爭奪戰，只要符合資格者，便能順利使用光子能量(但亦會有副作用的隱憂)，因此同一騎士有複數變身者，也是首設加速型態。首次以怪人視覺作為第二主線，著力描寫他們的內心掙扎。本作採取多線發展，即人類三人組、怪人三人組，合共6位主角的群象戲。劇中設定假面騎士變身者為「死後復活」的人，實質是以間接和現代形式致敬改造人之設定。整個劇本由系列構成的井上敏樹全話執筆，罕例成為美談。
《假面騎士劍》主題為撲克牌四種花色。假面騎士系列一直都有「怪人的人間體」設定，但不曾出現「人類就是怪人的型態」，本作品開創此一設定。「人類不死者」的怪人型態就是人類的樣子，主角之一的相川始因為真身為鬼牌不死者，擁有以卡片「變身」為人類外表的能力，並好以「螳螂不死者」的卡片來變身作為主要型態，官方將之歸類為假面騎士(Chalice)。本作品亦是首次設定假面騎士是一種受薪職業，劇中主騎Blade、二騎Garren開始時便是前後輩方式搭檔。
《假面騎士響鬼》走和風路線，結合日式陰陽師、音擊等元素，前期戰場主要在郊外森林，屬於平成騎士之中的異色作品。因為原定企劃為《變身忍者嵐》的前傳，後來被玩具商要求冠名假面騎士延續系列，因此劇中不少地方教部分觀眾納悶，例如首次不喊招牌字句「變身」、主騎首次不騎摩托車、主角實質是通篇沒有變成騎士的少年。
系列35週年紀念作。人物設定採取王道路線。料理對決、嚐味美食的情節經常出現，官方網站亦會每週更新美味食譜。首次設定「變身器」會自行飛動，並挑選合資格者變身。變身後的第一形態(Masked Form)主要用於防守，要經過脫繭「Cast Off」，才會變成騎士形態(Rider Form)，用於通常作戰。超加速戰鬥成為最大特色，大量運用CG特效增加質感同時不失實感。首設敵方怪人來源多於一族物種，分別為宇蟲、原居民。本作是系列往後六年內，最後一部連續劇風格作品。
《假面騎士電王》以時間旅行為主題，開創同一騎士存在複數意識的設定(由變身者和附身的意魔神的意識共同控制)，各型態變身者雖為同一人，但皆由不同意識掌控。全面確立歡樂子供向、單元劇的風格，為後來平成二期的作品所承襲，收視最低、銷量最多。成為假面騎士系列史上擁有最多劇場版或外傳的作品。
揉合小提琴(音樂)、蝙蝠、傳說生物 (吸血鬼、狼人、科學怪人、人魚等)、彩色玻璃、國際象棋、夜月等元素，構成別出心裁的藝術風格。故事方面以雙時間線(2008年、1986年)交錯敍述，通篇連起來為男女主角雙親悲劇動人的愛情童話。
《假面騎士DECADE》作為平成假面騎士第十部作品，設定主角騎士透過刷卡可以轉換成歷代平成騎士型態，藉著穿梭巡遊平行世界，對舊十年作品進行總結及二次創作，同時是平成二期作品風格的雛形。

### 平成二期／新十年（2009－2019年）
自《電王》的成功而來，系列開始滲入其公式，並於新十年的《假面騎士W》正式確立，首兩個設定直至《假面騎士鎧武》才再次打破。
- 以兩話為一回，與主線關係不大的「單元劇」，因此連貫感驟減。

- 電視版每輯只有兩個主要騎士[1]

- 主騎有多種型態組合、大量戰鬥道具，而且變身音效長，並捨棄昔日以寫實著稱的形象，改為混入卡通／動漫元素。

其中第三個設定沿用至今(令和)。劇情需要致使演員「顏藝」，轉變為較誇張的方式表達。綜合原因大致由於玩具商期望產品銷量一直上升，故作品風格必須靠攏兒童，惟給予固有觀眾一種幼稚的感覺，並被批評「塑膠感過重」。
《假面騎士W》 主題為偵探，首次設置故事背景為虛構地點（風都），主角騎士首次由二人變身、合體為一的作品，亦開創了聯組形態的概念。敵役設定首次以外掛裝置（記憶體）變成怪人。有計劃地構築貫穿平成二期的幕後黑手組織「財團X」。
《假面騎士OOO》首次以硬幣与慾望為主題，並為擁有最多形態的假面騎士。而當中第27至28集更是紀念《假面騎士系列》啟播第1000集。
《假面騎士Fourze》系列40週年紀念作，故事場景首次設定以校園為主，並首次以太空為主題。風格與《假面騎士W》雷同，如同樣採用完全虛構的背景（天高）、財團X 再次登場、敵人同樣以變身器變成怪人（天文裝置）。
《假面騎士Wizard》首次以魔法為主題，劇中稱呼為「魔法使」，久違地刻意不以假面騎士為名字。故事後段作為量產型騎士登場的三騎（稻森真由／假面騎士Mage）、始作俑者幕後反派的四騎（白色魔法使／假面騎士Wiseman），直至節目播畢才被官方正名為假面騎士。相對近數年作品，回到平成前期簡潔認真的作風，企劃之初甚至以復刻昭和騎士風格為目標，並想以每話完結一個單元回為形式，但遭高層否決。擁有平成時期集數最多的系列作品（53話）。
《假面騎士鎧武》首次以戰國武將、水果聯乘主題，相隔六年再次回到連續劇模式推進故事、相隔四年TV本篇再次多於兩名騎士(嚴格定義下)，更一度成為最多原創假面騎士數量的系列作品（25位）。眾騎士之間的戰鬥主要是為團體利益，並設計出使用怪人爭奪地盤的街頭比賽「異域者遊戲」。企劃初期編劇是想描寫幫派混鬥，但考慮到對象群而被玩具商阻止，最後以街舞取而代之。
《假面騎士Drive》首次設定主角騎士的座駕為汽車（跑車），而非系列傳統的機車。首次出現「敵方的特殊戰士」，並會在後來成為正規騎士的「追加騎士」，此一設定大受歡迎而被後續部分作品（例如Build）沿用，而且更是相距多年再次有對應昭和騎士「改造人」設定的存在。本作前段一貫平成二期的單元回，直到中段進入主線，扣人心弦的劇情獲得很高評價。
《假面騎士Ghost》首次以偉人英雄作為變身元素，變身者更為已死之人（正式意義）。
《假面騎士EX-AID》首次使用電子遊戲做為主題，劇情主題則是採用醫院為主題，本作再次將基本型態做成兩段式變化，並強調了此兩段式變化的必要性。本作中更是首次加入了「騎士的專用機車其實是另一個騎士的主要型態」，「變身之後以腳踏車做交通工具」等特殊設定。
《假面騎士Build》主題為科學、實驗、國家戰爭，使用地球透過天空之壁所散發的能量淨化後的能量裝置（滿裝瓶）進行變身。編劇有意回歸平成舊十年路線，由劇情主導而不是優先考慮玩具因素，故相隔多年後再次以綿密伏線與解開謎團的連續劇模式，緊湊地推進主線。世界觀首次設定於架空的日本，因為「天空之壁」而分割為三大都，時間流動速度也有所不同。本作是第一次將幪面超人安排成為國家與國家之間戰爭所衍生的機器。並且再次出現敵方的特殊戰士，其後變為追加騎士。
《假面騎士ZI-O》首次使用錶盤做為主題，劇情主題使用歷代騎士世界為主題，本作使用歷代騎士錶盤進行強化，從而獲得騎士的裝甲和武器。
自《假面騎士Black RX》就已經增設了型態轉換的概念。雖然如此，但並非每個作品的腰帶音效都會讀出此後綴。而在《假面騎士OOO》起每個型態名稱才都有後綴，如OOO 的話是Combo（聯組）。
以下為每套『新平成』作品型態名稱的後綴：
| 相关作品 | 型態名稱的後綴（日 / 英 / 中）                 |
| -------- | ---------------------------------------------- |
| OOO      | コンボ / Combo / 聯組                          |
| Fourze   | ステイツ / States / 形態                       |
| Wizard   | スタイル / Style / 形式 ドラゴン / Dragon / 龍 |
| Gaim     | アームズ / Arms / 鎧甲                         |
| Drive    | タイプ / Type / 型號                           |
| Ghost    | 魂 / Damashii /                                |
| EX-AID   | ゲーマー / Gamer / 玩家 レベル / Level / 等級  |
| Build    | フォーム / Form / 組合                             |
| ZI-O     | アーマー / Armor / 裝甲                        |

### 平成時期的昭和假面騎士
《假面騎士THE FIRST》、《假面騎士THE NEXT》電影於2005、2006年上映，題為系列誕生35周年紀念作，重啟最初的《假面騎士》，皆由井上敏樹編劇。設定、角色方面貼近原作，造型更符合現代美學、風格更為寫實、黑暗、偏成人向，透過描寫愛情、親情，再一次反映出「改造人」的無奈。
2015年，東映株式會社及朝日電視台首次將昭和時期的石之森章太郎原著的《3號騎士對黑將軍之卷》所出現的「幻之騎士」，以電影《超級英雄大戰GP 假面騎士3號》推出。其後緊接推出3話網絡劇《 d Video特別篇 假面騎士4號》，劇情接續《超級英雄大戰GP 假面騎士3號》的故事，情節內容更有不少向假面騎士555致敬之處，飾演者半田健人 、海堂直也飾演者唐橋充亦回歸參與演出。《假面騎士4號》亦是平成時代原創騎士再一次以昭和時期的騎士為藍本，並且是首次沒有變身者，由敵人組織「修卡」製造的純機械假面騎士。
2016年，東映著手「原點回歸」，製作出黑暗、暴力、血腥、原始撕殺格調的網絡劇《假面騎士Amazons》。本作於4月1日首播，逢每周五配信，首季共13集，並於2017年推出第二季及電影。本劇找來《假面騎士龍騎》的編劇小林靖子負責腳本，並由《假面騎士空我》的石田秀範、《假面騎士555》的田崎龍太與《假面騎士1號》的金田治三位導演共同擔當導演。此劇與平成舊十年時期的作品一樣，棄用「假面騎士」的稱呼，劇中的騎士及怪人皆為「Amazon」，分別在於兩名主角騎士以「Amazons Driver」腰帶變身。兩名主角騎士為「假面骑士Amazon Ω（Omega） 」及 「假面骑士Amazon α（Alpha）」，分別對應「養殖」及「野生」兩種不同的生活狀態。除了兩個騎士以外，亦有部分保持人性的角色以「Amazons Register」手臂注射器抑制獸性，同時變身Amazon 型態，與其他Amazons 對戰。

### 令和世代（2019年－）
2019年7月，官方宣布令和時代首部作品為《假面騎士ZERO-ONE》，以嶄新視覺呈現畫面，並重新予以成熟風格，更為女性騎士在往後的重要性奠下基礎。故事將以人工智能（AI）為主題，同時也導入商業戰爭及企業文化的內容，於同年9月1日播出。之後更因為國際疫情的影響使得播放集數與原預定集數有所改變。
2020年7月，官方在毫無預警的情況下發布了令和時代第二部作品的序章宣傳影像《假面騎士聖刃》，首次以書作為設計概念，並將戰鬥的主舞台從地球延伸至異世界。本作繼《假面騎士響鬼》後，再度設有片尾曲。
2021年7月，官方宣布令和時代第三作兼系列50週年紀念作為《假面騎士REVICE》，首次以雙主角騎士共同擔任一號騎士之位，劇情主題使用惡魔契約作為題材。
2022年7月，官方宣布令和時代第四部作品為《假面騎士GEATS》。本作首次採用第三人稱敘事手法代入劇情。
2023年7月，官方宣布令和時代第五部作品為《假面騎士GOTCHARD》。本作迎來了系列史上首次女性二號騎士。
2024年7月，官方宣布令和時代第六部作品為《假面騎士GAVV》。本作首次採用零食為劇情主題。
2025年7月，官方宣布令和時代第七部作品為《假面騎士ZEZTZ》。本作首次採用夢和特工為劇情主題。另外首次將變身用驅動器放置於胸口上使用。
令和時代的全新特色 - 在最終話時大多都以基礎型態配色的特殊型態或基礎型態進行最後的變身、最終決戰的對手（反派）大多為假面騎士變身者、在劇中大多會登場一至多名女性假面騎士變身者。
強化道具方面，多數以半製成品為常見設定。而在一號騎士的最終型態方面，為了與平成時期的『全部搭載』做出區別而有所改變。
主角騎士的最終型態專屬武器方面，大多情況下單數系列作並無專屬，復數系列作則有。
以下為『令和』時期作品對於最終型態的相關概念：
| 系列作品名稱 | 一號騎士最初型態                     | 最終型態概念                                         | 最終型態                          | 登場話數        | 備註                                                 |
| ------------ | ------------------------------------ | ---------------------------------------------------- | --------------------------------- | --------------- | ---------------------------------------------------- |
| ZERO-ONE     | 假面騎士ZERO-ONE 躍昇蝗蟲            | 更換腰帶部件和變換新變身道具的新型態                 | 假面騎士ZERO-TWO                  | 第40話          | ZERO-TWO亦可視為基本形態                             |
| 聖刃         | 假面騎士聖刃 勇猛戰龍                | 變換新腰帶（基礎型態的異色版）的新型態               | 假面騎士XROSS聖刃                 | 第38話          | 原則上屬於假面騎士聖刃常規戰士的合體方式所呈現的型態 |
| REVICE       | 假面騎士REVI&假面騎士VICE 暴龍基因組 | 以兩條相同的腰帶同時使用一分為二的新變身道具的新型態 | 假面騎士究極REVI 假面騎士究極VICE | 第38話          |                                                      |
| GEATS        | 假面騎士GEATS 麥格農推進形態         | 變換一分為二的新變身道具後將腰帶反轉使用的新型態     | 假面騎士GEATS IX                  | 第38話          |                                                      |
| GOTCHARD     | 假面騎士GOTCHARD 蒸汽蝗蟲            | 原腰帶追加新變身組件及使用新變身道具的新型態         | 假面騎士彩虹GOTCHARD              | 第38話          | 跟假面騎士ZERO-ONE的最終概念很相似。                 |
| GAVV         | 假面騎士GAVV 砰擊軟糖形態            | 新變身道具藉由上下180度轉動切換型態                  | 假面騎士GAVV 過剩模式 / 支配模式  | 第33話 / 第36話 |                                                      |
| ZEZTZ        | 假面騎士ZEZTZ 物理衝擊               |                                                      |                                   |                 |                                                      |

## 電視影集系列

### 昭和時期
| 年份       | 中文標題                       | 日文標題                          | 英文標題                                        | 播放日期                                                       | 特色 |
| ---------- | ------------------------------ | --------------------------------- | ----------------------------------------------- | -------------------------------------------------------------- | --- |
| 1971- 1973 | 假面騎士                       | 仮面ライダー                      | Masked Rider                                    | 1971年（昭和46）4月3日 - 1973年（昭和48）2月10日， 全98話。    | 本作是假面騎士系列首作。 假面騎士系列當中集數最多的作品（全98話）。 |
| 1973       | 假面騎士V3                     | 仮面ライダー V3                   | Masked Rider V3                                 | 1973年（昭和48）2月17日 - 1974年（昭和49）2月9日， 全52話。    | 全系列收视率最高的一部作品。 首次有假面騎士露出下半部分臉龐（騎士人），犧牲後獲V3追諡為「假面騎士四號」。 在香港播放時因兩名年幼男童模仿幪面超人造成傷亡而停播一段時間。                                                                       |
| 1974       | 假面騎士X                      | 仮面ライダー X                    | Masked Rider X                                  | 1974年（昭和49）2月16日 - 1974年（昭和49）10月12日，全35話。   | 第一部播放不到一年的假面騎士電視作品。 第一部假面骑士变身口号中不说“变身”或不含有“变身”二字的作品。 |
| 1974       | 假面騎士亞馬遜                 | 仮面ライダー アマゾン             | Masked Rider Amazon                             | 1974年（昭和49）10月19日 - 1975年（昭和50）3月29日， 全24話。  | 首部假面騎士會撕咬敵方怪人的作品。 第一部開始並無前辈協助而独立战斗的假面骑士。 第二部播放不到一年的假面騎士電視作品。 假面騎士系列當中集數最少的電視特攝連續劇作品（全24話）。                                                        |
| 1975       | 假面骑士强人                   | 仮面ライダー ストロンガー         | Masked Rider                                    | 1975年（昭和50）4月5日 - 1975年（昭和50）12月27日，全39話。    | 第三部播放不到一年的假面騎士電視作品。 首度出现并非假面骑士的搭擋战士「電波人甲蟲女」。 電波人甲蟲女曾經在《假面騎士×假面騎士 W & Decade MOVIE大戰2010》中登場，不過是由新的女演員（廣瀨愛麗絲）演出。                                 |
| 1979- 1980 | 假面騎士Sky Rider              | 仮面ライダー スカイライダー       | Masked Rider Sky Rider                          | 1979年（昭和54）10月5日 - 1980年（昭和55）10月10日，全54話。   | 首度出现靠自身能力飞行的假面骑士。 |
| 1980- 1981 | 假面騎士超一號                 | 仮面ライダー スーパー 1           | Masked Rider Super 1                            | 1980年（昭和55）10月17日 - 1981年（昭和56）9月26日， 全48話。  | 首部以太空和武術為題材的假面騎士系列作品。 |
| 1984       | 10號誕生！假面騎士全員集合！！ | 10号誕生! 仮面ライダー 全員集合!! | Birth of the 10th! Masked Riders All Together!! | 1984年（昭和59）1月3日。                                       | 假面騎士系列首部獨立單發電視作品。 以「十號的誕生」作為招倈，集合之前的九位假面騎士，共十人一起合力戰鬥的作品。 |
| 1987- 1988 | 假面騎士Black                  | 仮面ライダー BLACK                | Masked Rider Black                              | 1987年（昭和62）10月4日 - 1988年（昭和63）10月9日， 全51話。   | 首次出現設定跟假面騎士風格相同的宿敵戰士「影月」，影迷對於此角色是否第二號假面騎士至今爭論不休。 第一部在台灣播放的假面騎士系列作品。                                                                                                  |
| 1988- 1989 | 假面騎士Black RX               | 仮面ライダー BLACK RX             | Masked Rider Black RX                           | 1988年（昭和63）10月23日 - 1989年（平成元年）9月24日，全47話。 | 昭和年代最後一部假面騎士系列作品。 首部播放時期跨越2個日本年號的假面騎士系列作品。 首次出现形态转换的概念。 唯一一次由同一位演員於连续两部不同的假面騎士電視作品中擔任主角（本作和前作《假面騎士BLACK》）。 第一位使用跑車的假面騎士。 |

### 平成一期（舊平成）
| 年份      | 中文標題       | 日文標題                | 英文標題            | 播放日期                                                     | 特色 |
| --------- | -------------- | ----------------------- | ------------------- | ------------------------------------------------------------ | --- |
| 2000-2001 | 假面騎士空我   | 仮面ライダー クウガ     | Masked Rider Kuuga  | 2000年（平成12）1月30日- 2001年（平成13）1月21日， 全49話。  | 本作是平成假面騎士系列首作。 20世紀最後一部假面騎士作品。 首部播放時期橫跨兩個世紀的假面騎士作品。 敍事手法行寫實路線，怪人皮套製作充滿生物感。 經過精密計算以字幕打出劇中時間，營造實時對應的效果。 獲得日本科幻大賞星雲獎。 首創假面骑士力量源自超古代腰帶，變身者不必再局限於改造人。 首次出現最終形態的概念。 敵方由昭和時期傳統的邪惡組織，改為兇殘殺戮的類人型生物種族，並摒棄掉战斗员等设定。 假面騎士系列首次完全以漢字命名每集標題。 平成假面騎士系列唯一一部沒有第二號假面騎士以及沒有製作獨立劇場版的作品。 平成假面騎士系列片頭曲首次在劇中後期播放第二段歌詞。 |
| 2001-2002 | 假面騎士顎門   | 仮面ライダー アギト     | Masked Rider Agito  | 2001年（平成13）1月28日 - 2002年（平成14）1月27日， 全51話。 | 30週年紀念作，也是平成全系列最高收視率的假面騎士作品。 首部於21世紀首播的假面騎士作品。 原設定為《假面騎士空我》第二季，因此時間線是延續前作的兩年之後，其後續集不成，因此加入了前作沒有的世界觀，如創造神之設定。 因有意延續前作，第一號主角的假面騎士形態與假面騎士空我外觀及設定很接近；故事亦有輕輕提及《假面騎士空我》，並表明「裝著系統」假面騎士是以其為藍本。 平成假面騎士系列作品中首次出現第二號假面騎士的作品。 平成假面騎士系列作品中首次出现反派假面骑士（但後來改邪歸正）。 假面騎士系列作品中首次女性擁有假面騎士形態 （無論有沒有實際變身） 為平成假面騎士系列中首部有劇場版的作品，並與超級戰隊系列固定會在7-9月份同步上映當年各自作品的劇場版。 平成假面騎士系列首度出現以裝備動力裝甲來「著裝」的假面騎士（即肉體並未發生變化），此類型的假面騎士的最先例為《假面騎士V3》的騎士人（只有右手進行改造，變身時只是穿上專用強化服） 平成假面騎士第一部有兩首片頭曲的作品。 最後一部在亞洲電視播放的幪面超人電視作品。 平成假面騎士系列唯一沒有在台灣播放的電視作品。 |
| 2002-2003 | 假面騎士龍騎   | 仮面ライダー 龍騎       | Masked Rider Ryuki  | 2002年（平成14）2月3日 - 2003年（平成15）1月19日， 全50話。  | 首次採用卡片元素的假面騎士作品。 首部由怪獸提供武器和由怪獸配合使出必殺技的假面騎士作品。 戰鬥於鏡世界進行，成為首部以異世界作為戰鬥主舞台的假面騎士作品。 開創了假面騎士變身腰帶，皆為外掛裝置之先河，同一假面騎士可以有複數變身者，同一人亦可以變身為不同的假面騎士。 首部以假面騎士與假面騎士之間的決鬥，並且至死方休為主軸的作品，因此變身者多為「生存」或「慾望」而戰鬥，而非以往為「保護他人」而戰（主角除外）。 平成假面騎士系列首部怪人來自異世界的作品。 本作的所有假面騎士變身者皆陣亡（不論在戰鬥及非戰鬥的情況下），亦是首次出現主角假面騎士死亡的情節，但後來因為時空被重設而復活。 劇場版和特別篇首次有正式參戰的女性假面騎士（霧島美穗／假面騎士花夢）。 首部出現加速狀態戰鬥的假面騎士作品。 平成系列首部在劇中使用「假面骑士」一词的作品。 首度出現黑暗版本假面騎士的概念（僅限劇場版和特別篇）。 再次出現類似假面騎士但不被認定為假面騎士的角色。 本作起假面騎士電視版片頭曲的歌名和歌詞不再含有「假面骑士」一词。 首部於無綫電視播放的作品。             |
| 2003-2004 | 假面騎士555    | 仮面ライダー ファイズ   | Masked Rider Faiz   | 2003年（平成15）1月26日 - 2004年（平成16）1月18日， 全50話。 | 首次設定變身器為手機，造型設定科技時尚。 故事由智腦公司（SMART BRAIN）研發的「三條腰帶」開始，並且以生物學進化論為基礎，講述人類演化成為更高級物種（操冥使徒）的無奈。 本作最大開創性在於腰帶爭奪戰，只要符合資格者，便能順利使用光子能量（但亦會有副作用的隱憂），因此同一假面騎士有複數變身者，同一人亦可以變身為不同的假面騎士。 首部正邪界線模糊的作品，以怪人的悲劇為故事第二主線的作品，著力描寫他們的內心掙扎，藉此拓展至族群存亡。 本作採取多線發展，即人類三人組、怪人三人組，合共6位主角的群象戲。 假面騎士系列第一次以「化灰」來代表敵人已身亡。 平成假面騎士中首次出現會對變身者造成不良影響的腰帶。 劇中設定假面騎士變身者為「死後復活」的人，實質是以間接和現代形式致敬改造人之設定。 首部假面騎士設有專門加速形態的作品。 首次有正式的量產型雜兵假面騎士出現（若不計算G3系統）。 整個劇本由系列構成的井上敏樹全話執筆，罕例成為美談。 首次有華人演員（何潤東）飾演假面騎士的變身者（僅限劇場版）。                                                           |
| 2004-2005 | 假面騎士劍     | 仮面ライダー ブレイド   | Masked Rider Blade  | 2004年（平成16）1月25日 - 2005年（平成17）1月23日， 全49話。 | 首次以扑克牌为蓝本的作品。 有著四位假面騎士，各代表不同撲克牌花色的設定。 首次出現有副作用的最終形態。 平成假面騎士第二部有兩首片頭曲的作品。 首次於片頭畫面中暗示了尚未登場的假面騎士及變身者（一開始的片頭中遮住臉的角色之後揭曉為上城睦月/假面騎士Lengle）。 首度有變身者的意識被怪人侵蝕。 再次出現有複數變身者的假面騎士，但因為是測試著裝者及有搶奪變身器強行變身等表現，一般不視為正當變身，也不常被認定是假面騎士的變身者。 |
| 2005-2006 | 假面騎士響鬼   | 仮面ライダー ヒビキ     | Masked Rider Hibiki | 2005年（平成17）1月30日 - 2006年（平成18）1月22日， 全48話。 | 製作小組原本打算推出全新系列，所以劇中大部分設定有別於以往假面騎士系列作品，但基於商業考量，最終仍為《假面騎士系列》作品。 本作是首次以樂器作爲武器。 本作亦是全員不用「變身」作爲變身口號的假面騎士系列作品。 平成假面騎士系列中首次所有假面騎士都不以腰帶變身，亦是首次以樂器變身的先例。 平成假面騎士系列首部不使用「騎士踢」作為必殺技的作品。 第三部更換片頭曲的平成假面騎士，也是第二部和最後一部有常規片尾曲的平成假面騎士系列電視特攝作品，此外也是第一次片頭曲是純音樂，沒有人演唱的假面騎士作品。 首次採用和風、陰陽師元素，並於劇場版加入時代劇元素。 |
| 2006-2007 |                | 仮面ライダー カブト     | Masked Rider Kabuto | 2006年（平成18）1月29日 - 2007年（平成19）1月21日， 全49話。 | 35週年紀念作。 雖非第一部設有「加速度」形態的假面騎士作品，但加速战斗（Clock Up）是作為重要卖点的一套假面騎士作品。 動作場面大量運用CG特效，仿效《駭客任務》般的拍攝手法，即以周遭事物的 Slow Motion 緩慢流動（例如汽車、雨點），突顯假面騎士超速戰鬥的質感效果。 料理對決情節經常出現，官方網站亦會每週更新美味食譜。 首次設定「變身器」會自行飛動，並挑選變身者。 採用「爆甲」方式切換為超速戰鬥形態。 首部敵方怪人多於一個種族／來源，為源自兩種不同的外星蟲。 開創變身裝置不僅限於使用腰帶Belt，也設計出各樣嵌入款式：手環Brace、槍座Grip、劍Yaiver和帶扣Buckle。 整體風格與《假面騎士555》較為類似：角色個性鮮明，傾向描繪人性複雜面，著眼於「人類與怪人之間的情感」，假面騎士設定具有機械科技感，變身裝置皆由巨大組織開發，背後隱藏黑幕。 假面騎士之間各為其主時敵時友，同一假面騎士再次擁有複數變身者，值得一提的是本作中變身成The Bee的三個變身者其後都各自變身成不同的假面騎士，是相當特別的情節。 宇蟲被消滅時爆炸火焰的顔色為其自身的代表顔色。                  |
| 2007-2008 | 假面騎士電王   | 仮面ライダー 電王       | Masked Rider Den-O  | 2007年（平成19）1月28日 - 2008年（平成20）1月20日， 全49話。 | 首套以時間旅行和列車作為主題的假面騎士作品。 以「最弱的假面騎士」來宣傳，首部全劇有大半劇情為搞笑向的假面騎士作品。 首部同一假面騎士存在複數意識的作品，雖然變身者為同一人但切換不同形態時會切換成不同的意識來操控（被不同怪人附身）。 首度可以用不同腰帶變身成同一位假面騎士，也是第一次可以更換腰帶來轉換形態的假面騎士。 严格意义上为平成假面騎士系列中擁有最多本格劇場版的作品。 首度劇場版中追加新形態的假面騎士作品，亦是首度讓劇場版特別形態在本編客串（即電王的Wing Form）。 第一部會出現同一假面騎士的複數形態一起共鬥，甚至出現過六個電王一起變身成六個形態的畫面。 首部出現非人間體的怪人變身成假面騎士的作品。 首次出現來自未來且使用主角假面騎士的新版本系統的假面騎士。 平成假面騎士第四部亦是最後一部有兩首片頭曲的電視特攝作品。 |
| 2008-2009 | 假面騎士KIVA   | 仮面ライダー キバ       | Masked Rider KIVA   | 2008年（平成20）1月27日 - 2009年（平成21）1月18日， 全48話。 | 首次以吸血鬼为题材的假面騎士作品。 首次以两條时间線（2008至2009、1986至1987）雙線叙述故事。 首部正式加入愛情元素，而非限於曖昧關係的作品。 變身腰帶設定為擁有生命、人格，成為主角作戰及聊天的伙伴。 首部必須先召喚武器之後才能切換形態的主角假面騎士（若是干擾此過程或是在抓住武器前奪取武器則無法轉換形態）。 主角和怪人合作的假面騎士作品中，首部和多種種族的怪人合作的作品。 首度出現主角方人物取得黑暗假面騎士的變身器之後變身成黑暗假面騎士來支援的情況。 |
| 2009      | 假面騎士DECADE | 仮面ライダー ディケイド | Masked Rider DECADE | 2009年（平成21）1月25日 - 2009年（平成21）8月30日， 全31話。 | 平成假面騎士系列第10部紀念作，播放季度縮短為半年。 主角假面騎士可以變身成歷代平成假面騎士。 藉著巡遊各個平行世界，對舊十年作品進行總結及二次創作。 歷代假面騎士以平行世界的身份在此作內再次登場，並且可變形為不同的支援武裝。 首次與《超級戰隊系列》作品（《侍戰隊真劍者》）共演。 平成假面騎士系列唯一一部播放不到一年以及集數最少的電視作品。 自本作起的假面騎士主題曲中會在歌詞中加入假面騎士的名字或音近字（只有少數例外）。 |

### 平成二期（新平成）
| 年份      | 中文標題       | 日文標題                | 英文標題           | 播放日期                                                      | 特色 |
| --------- | -------------- | ----------------------- | ------------------ | ------------------------------------------------------------- | --- |
| 2009-2010 | 假面騎士W      | 仮面ライダー ダブル     | Kamen Rider Double | 2009年（平成21）9月6日 - 2010年（平成22）8月29日， 全49話。   | 為「新平成」第一部假面騎士作品，有計劃地設計了自昭和時期的修卡後第二個「幕後黑手」組織「財團X」。 首次以偵探作為主題元素。 改為兩話為一回與主線關係不大的「單元劇」，故事推進連貫感驟降，但此一設定為平成二期作品沿用數年。 一號假面騎士首次由兩人變身成為一體，普通形態由主變身者操控身體；次變身者操控靈魂。 第一部故事建構於虛構地點的平成假面騎士。 主角假面騎士擁有多個形態組合，以複數計。 怪人設計方面，則是平成假面騎士系列中是首次採用非生物元素設計。 首部敌人是以通過變身器變成怪人的作品。 首次出現假面騎士本身可以變形成為摩托車的設定。 本作為平成假面騎士系列中首次擁有OV外傳的作品，同時開了以追加假面騎士做為主角的外傳。 第二次傾向喜劇和動漫化的假面騎士作品，甚至還會有女主角在夢中變身或是在時代劇的夢中用時代劇風格變身的惡搞。 超級英雄時間於本作開始分為春季檔期與秋季檔期。 續篇作《風都偵探》是以漫畫的形式描述本篇後續的故事，並於2022年推出電視動畫，作為假面騎士系列50週年紀念企劃作品之一。 |
| 2010-2011 | 假面騎士OOO    | 仮面ライダー オーズ     | Kamen Rider OOO    | 2010年（平成22）9月5日 - 2011年（平成23）8月28日， 全48話。   | 首次以硬幣為主題，其中27、28集為假面騎士1000集紀念。 《假面騎士KIVA》之后再度出现假面騎士与怪人合作的作品。 首位主角假面騎士採用「上中下」排列聯組方式擁有多種形態，同時，主角假面騎士擁有大量戰鬥道具，更換時會發出很大的叫聲，如玩具一樣。 繼《假面騎士響鬼》後第二次於劇場版加入時代劇元素，亦是第一部假面騎士與時代劇合作的作品（僅限劇場版）。 首次出現合作的怪人全身只剩一隻右手，要附身在別人身上才能有身體等奇特的設定。 平成假面騎士第一次主角會在片頭中喊變身。 第二次出現同一假面騎士的複數型態共鬥。 首度出現原型假面騎士（和先前的Dark Kabuto不同，本作首度正式設定成某個假面騎士的原型）。 本作開始於香港播放時，提供雙語服務。 |
| 2011-2012 | 假面騎士Fourze | 仮面ライダー フォーゼ   | Kamen Rider Fourze | 2011年（平成23）9月4日 - 2012年（平成24）8月26日， 全48話。   | 40週年紀念作，所以Fourze的名稱亦與40有關聯（Four Zero）。 同時也是載人航天50週年紀念作。 首次以校園作為故事題材之一。 繼《假面騎士Super 1》之後第二次以太空作為故事題材。 怪人是假面騎士系列中首次以星座為藍本。 繼《假面騎士空我》之後第二次完全以漢字命名每集標題。 劇中多數角色的名字是取自於歷作的假面騎士作品的主角們名字做變化而命名（包含昭和世代的假面騎士作品）。 平成假面騎士系列繼《假面騎士響鬼》、《假面騎士Kabuto》和《假面騎士W》後第四部喊出必殺技名稱的電視作品。 |
| 2012-2013 | 假面騎士Wizard | 仮面ライダー ウィザード | Kamen Rider Wizard | 2012年（平成24）9月2日 - 2013年（平成25）9月29日， 全53話。   | 首次采用魔法题材的假面騎士。 劇中稱呼為「魔法使」，久違地刻意不以假面騎士為名字。 相對近數年作品，回到平成前期簡潔認真的作風，企劃之初甚至以復刻昭和假面騎士風格為目標，並想以每話完結一個單元回為形式，但遭高層否決。 部分設定與《假面騎士空我》和《假面騎士響鬼》相似。 第二次在片頭暗示未登場的假面騎士及變身者：片頭中一閃而過的哭泣少女，之後揭露為稻森真由/假面騎士Mage。可惜因玩具贊助商經費不足，未能如預定劇本擁有自己專用的假面騎士形態。 第三次出現量產型的假面騎士，同時是因經費不足而第一次以量產假面騎士代替原本要登場的三號假面騎士，也是第一次有明顯個體差異（劇場版中為披風的差異，TV本編則是顏色不同），並且強度與主角方相仿的量產假面騎士。 始作俑者的幕後反派假面騎士（白色魔法使／假面騎士Wiseman），直至節目播畢才被官方正名為假面騎士。 電視版緊接第51話之後附加兩話特別篇，讓歷代平成假面騎士在特別篇內登場，成為集数最多（53話）以及繼《假面騎士顎門》之後第二部集數超過50集的平成系列作品，亦是首次於最終話讓下一作的假面騎士登場。 |
| 2013-2014 | 假面騎士鎧武   | 仮面ライダー ガィム     | Kamen Rider Gaim   | 2013年（平成25）10月6日 - 2014年（平成26）9月28日， 全47話。  | 平成假面騎士系列第15部纪念作。 棄用自《假面騎士W》起的新平成主流單元劇的模式，回到旧平成由每話都有貫通性的連續劇模式推進故事。 首次以武士作為設計概念。 首次使用水果作為變身主題的作品。 首次設定假面騎士之間的戰鬥及使用怪人戰鬥為街頭比賽「異域者遊戲」。 企劃初期編劇是想描寫幫派混鬥，但考慮到對象群而被玩具商阻止，最後以街舞取而代之。 繼《假面騎士龍騎》後再次出現以假面騎士之間的戰鬥作為主軸。 電視本篇加上所有劇場版与外传多達25位假面騎士，成為最多原創假面騎士登場的平成假面騎士作品系列。 本作於平成系列的電視本篇中，與石之森章太郎作品之一《人造人间电脑奇侠》的重製電影《电脑奇侠REBOOT》而作故事上聯動。 3月下旬播放的「春假合體特別篇」與《烈車戰隊特急者》共演，是繼《假面騎士DECADE》及《侍戰隊真劍者》後，假面騎士電視版再次與《超級戰隊系列》聯動。 第三次有三人或以上的量產假面騎士登場（量產假面騎士則是第四次）最終話中更由一般假面騎士的變身者來變身。 首度出現不需變身者變身，只需在遠端遙控的變身形態，同時該變身形態在劇中也做為自動警備系統。 第二次有假面騎士能藉由更換腰帶來轉換形態，而且還是第一次在劇中出現「變身狀態下在鏡頭前以明顯的動作更換腰帶（更換的過程沒有在鏡頭外進行）」的場景。 最後一部在無綫電視播放的特攝作品。 |
| 2014-2015 | 假面騎士Drive  | 仮面ライダー ドライブ   | Kamen Rider Drive  | 2014年（平成26）10月5日 - 2015年（平成27）9月27日， 全48話。  | 首次以汽車和警察作爲主題。 繼假面騎士BLACK RX之後第二位使用跑車的假面騎士。 3月下旬播放的「春假合體特別篇」與《手裏劍戰隊忍忍者》共演。 《假面騎士KIVA》之后再度出现變身腰帶擁有人格的演繹。 最終形態是繼《假面騎士電王》及《假面騎士W》後再度採用複數意識操控軀體的設定，也是變身腰帶首次以自身意識參與戰鬥。 繼《假面騎士Wizard》後最終話第二次出現下一作的假面騎士。 首度有在本編中死亡的惡役在外傳中復活成為假面騎士。 首度出現非人類變身者是機器人的假面騎士，同時該變身者也是目前擁有最多種變身造型的變身者（不算人間體有多達五種變身造型，當中三種是怪人形態）。 劇場版中首度出現能在沒有變身者變身的情況下以AI獨立戰鬥的假面騎士。 再次出現更換腰帶來變換形態的設定，同時也是首度出現同一人以不同的腰帶/變身器變身成同一假面騎士時不是以「假面騎士○○ XX型態」的模式命名，而是以「假面騎士XX○○」的模式命名，一般仍將其視為同一假面騎士不同形態而不是不同假面騎士。 第五次出現量產假面騎士（僅一人），而且是第一次量產假面騎士有兩種稱呼，亦是第二次假面騎士名稱和變身者名字有關，同時也是第一次編劇為了迎合演員本身「想變身一次」的夢想而安排該角色變身的戲份（雖然戲份不多）。 平成幪面超人系列首部沒有在香港電視台播放的電視作品。 |
| 2015-2016 | 假面騎士Ghost  | 仮面ライダー ゴースト   | Kamen Rider Ghost  | 2015年（平成27）10月4日 - 2016年（平成28）9月25日， 全50話。  | 首次以幽靈獵人作為主題。 首次採用以歷史中存在的偉人英靈作為變身元素。 《假面騎士555》之後第二位變身者為死去的人。 第24話與《動物戰隊獸王者》共演。 繼《假面騎士空我》和《假面騎士響鬼》之後，第三部在戰鬥時不使用戰鬥歌曲的平成假面騎士系列電視作品。 第二次出現有明顯個體差異（顏色不同）的量產型假面騎士，同時也是第一次出現會改變形態的量產假面騎士及第二次主角方女性角色在本編中使用量產假面騎士。 第二次出現主角方人物取得黑暗假面騎士的變身器之後變身成黑暗假面騎士來支援的情況，只是這次是由搞笑擔當的角色使用，戲份也很少。 雖然更換腰帶的設定在本作是第三次，但本作是首次行銷時主打「更換腰帶來更換形態」，也是第一次強化形態要更換腰帶的主角假面騎士（此概念可能來自同樣以換腰帶來強化的假面騎士Baron，但Baron在原作中不是主角假面騎士）。 平成幪面超人系列第二部沒有在香港電視台播放的電視作品。 |
| 2016-2017 | 假面騎士EX-AID | 仮面ライダー エグゼイド | Kamen Rider EX-AID | 2016年（平成28）10月2日 - 2017年（平成29）8月27日， 全45話。  | 45週年紀念作。 首次以電玩和醫療作為主題。 本作假面騎士的設計有別於以往假面騎士的作品，配合風鏡、眼睛色膜以及模仿頭髮的造型登場。 繼《假面騎士KABUTO》暌違10年之後部分假面騎士的初期形態再次分成兩段式，同時強調兩段式變身的必要。 雖然過去已經有過假面騎士本身可以變化成摩托車的設定，但本作首度出現假面騎士的專用摩托車就是其他假面騎士的主要形態。 首度出現能同時變身成兩種形態。 首次出現使用腳踏車做交通工具及武器的假面騎士。 首次出現強化形態所使用的腰帶為組合自一般形態的武器的假面騎士，此外也再次延用了「更換腰帶來變成強化形態」的設定，但本作並未將該變身器做為賣點，另外在怪人會使用變身器的作品中，本作也是第一次有表現怪人變身時跟假面騎士是使用完全相同的變身器。 第24話與《宇宙戰隊九連者》共演。 第七次出現量產假面騎士，其個體間也有實力差距。同時第三次出現有明顯個體差異的量產假面騎士及第三次有主角方女性角色在本編變身成量產假面騎士。 以往假面騎士推出外傳時都是延用本編片頭或是只放出標題，本作是首部非主角假面騎士在外傳演出時有自己的專屬片頭動畫的假面騎士。 近年的假面騎士中為了維持電視播出尺度仍適合兒童觀看，人類角色被施以暴力的演出往往只有被拳打腳踢的畫面，就算角色死亡通常也不會見血，只會有割傷或瘀傷等化妝演出，本作十分少見的有人類角色在劇中大量出血或是被施以虐殺式的暴力行為的演出，甚至在假面騎士打鬥期間不時加入有如1960年代版蝙蝠俠的擬聲、必殺技等英文字卡。 平成幪面超人系列第三部亦是最後一部沒有在香港電視台播放的電視作品。 |
| 2017-2018 | 假面騎士Build  | 仮面ライダー ビルド     | Kamen Rider Build  | 2017年（平成29）9月3日 - 2018年（平成30）8月26日， 全49話。   | 首次以數學和科學範疇作為主題。 編劇有意回歸舊平成路線，由劇情主導而不是優先考慮玩具因素，故相隔多年後再次以綿密伏線與解開謎團的連續劇模式，緊湊地推進主線。 第一次將幪面超人安排成為國家與國家之間戰爭所衍生的機器。 本作的世界觀與以往系列不同，是尺度大至遍布整个日本列岛和以平行世界的概念呈現，且时间流速有著差异性。 本作首次出现暗示和预测性剧情。 本作首次出现来自外太空的异星生命体為假面騎士之一的設定，更是首次出现为了侵略地球而大费周章地策划一系列阴谋诡计的惊人特色。 本作的恶役假面騎士的变身腰带首次被設定为主角变身腰带的原型，而且比其更强。 繼《假面騎士Drive》後再次出現敵方的特殊戰士，並在其後變為追加假面騎士。 不算《假面騎士EX-AID》的變身者都要在體內注入特殊病毒方能變身以及《假面騎士Ghost》部分變身者的靈魂被抽離身體的話，本作是自空我以來的假面騎士電視版中首次再度加入了身為改造人/賽博格的變身者的假面騎士。 首部於ViuTV播放的作品。 |
| 2018-2019 | 假面騎士ZI-O   | 仮面ライダー ジオウ     | Kamen Rider ZI-O   | 2018年（平成30）9月2日 - 2019年（令和元年）8月25日， 全49話。 | 平成假面騎士系列第20部紀念作，第二部播放時期跨越2個日本年號的假面騎士系列電視作品，同時也是平成年代以及平成系列的最後一部假面騎士系列電視特攝作品。 在設計方面，首次以手錶為造型藍本。 繼《假面騎士DECADE》之後主角假面騎士再次在電視版轉換歷代平成假面騎士形態。 繼《假面騎士電王》之後第二次以時間作為主題。 第一部由官方授權在中國大陸播放的假面騎士系列作品。 |

### 令和時期（新世代）
| 年份      | 中文標題         | 日文標題                  | 英文標題             | 播放日期                                                         | 特色 |
| --------- | ---------------- | ------------------------- | -------------------- | ---------------------------------------------------------------- | --- |
| 2019-2020 | 假面騎士ZERO-ONE | 仮面ライダー ゼロワン     | KAMEN RIDER ZERO-ONE | 2019年（令和元年） 9月1日 - 2020年（令和2年） 8月30日， 全45話。 | 令和假面騎士系列首作。 首次以「人工智能（AI）」作為故事題材。 嶄新視覺呈現畫面，並重新塑造成熟風格。 首次在電視版故事最初期出現女性假面騎士。 以往擔任平成系列作主角假面騎士替身的演員高岩成二，於本作開始退居二線，交棒改由同為假面騎士替身的縄田雄哉擔任。 本作追加企業爭權奪利的劇情。 因嚴重特殊傳染性肺炎疫情而延遲播放後續話數。 |
| 2020-2021 | 假面騎士聖刃     | 仮面ライダー セイバー     | KAMEN RIDER SABER    | 2020年（令和2年） 9月6日 - 2021年（令和3年） 8月29日， 全49話。  | 本作為令和假面騎士系列第二作。 本作是以「書」和「劍」作為相關設計概念。 本作恢復常規片尾曲的播放，並首次由主角群參與舞蹈演出。 本作是首次將故事的主舞台從以往的地球拉到異世界的系列作品。 本作為假面騎士系列首次出現三輪型的車種為代步用交通工具。 本作亦首次出現兄妹皆為假面騎士的變身者。 特別篇與《機界戰隊全開者》聯動演出。 |
| 2021-2022 | 假面騎士REVICE   | 仮面ライダー リバイス     | KAMEN RIDER REVICE   | 2021年（令和3年） 9月5日 - 2022年（令和4年） 8月28日， 全50話。  | 本作為令和假面騎士系列第三作，亦同時為假面騎士系列50週年紀念作。 首次以惡魔契約作為故事題材。 首次出現以恐龍作為造型的假面騎士。 首次以印章作為變身道具。 令和假面騎士中第一次主角會在片頭曲影像中喊變身。 繼《假面騎士DECADE》和《假面騎士ZI-O》後主角假面騎士再次在電視版轉換歷代假面騎士形態，但因為本作的要素是結合了假面騎士+動物，所以本作的形態轉換的戰鬥力是以動物為主，假面騎士僅作為外觀形象登場。 首次以女性怪人幹部為怪人首領。 繼《假面騎士電王》之後第二次由劇中主要聲優參與演唱片頭曲。 主角假面騎士和搭檔假面騎士首次可以合體成為動物形態。 首次出現兩個由同一個演員使用同一組變身道具變身而成但名稱及外形均完全不同的假面騎士。 中國大陸由於審核時間延長，本作至GOTCHARD播放期間暫停與日本同步播放。 本作繼前作《假面騎士聖刃》和《假面騎士Specter×Blades》後，再次出現兄妹皆為假面騎士的變身者。 |
| 2022-2023 | 假面騎士GEATS    | 仮面ライダー ギーツ       | KAMEN RIDER GEATS    | 2022年（令和4年） 9月4日 - 2023年（令和5年） 8月27日 ， 全49話。 | 本作為令和假面騎士系列第四作。 首次出現以狐狸作為造型的假面騎士。 繼《假面騎士龍騎》之後，第二次以生存遊戲作為故事題材。 繼《假面騎士電王》後，再次出現擁有素體形態的假面騎士。 編劇高橋悠也繼《假面騎士EX-AID》後，再次一人擔任假面騎士電視版全話編劇。 |
| 2023-2024 | 假面騎士GOTCHARD | 仮面ライダー ガッチャード | KAMEN RIDER GOTCHARD | 2023年（令和5年） 9月3日 - 2024年（令和6年） 8月25日 ， 全50話。 | 本作為令和假面騎士系列第五作。 本作以卡片與鍊金術為故事題材。 本作的主角假面騎士騎士替身演員由永德擔任。 本作迎來首位女性2號假面騎士。 主題曲首次於劇中在同一個歌名下有第二個編曲版本和第二個版本加入第二隊樂隊（FLOW）合唱。 |
| 2024-2025 | 假面騎士GAVV     | 仮面ライダー ガヴ         | KAMEN RIDER GAVV     | 2024年（令和6年） 9月1日 - 2025年（令和7年） 8月31日 ， 全50話。 | 本作為令和假面騎士系列第六作。 首次以「零食」作為故事題材。 因配合相關审核政策提前拍攝，本作起中国大陆恢复與日本同步播放。 假面騎士系列首位出生於異世界的主角。 |
| 2025-     | 假面騎士ZEZTZ    | 仮面ライダー ゼッツ       | KAMEN RIDER ZEZTZ    | 2025年（令和7年） 9月7日 -                                       | 本作為令和假面騎士系列第七作。 首次以「夢」作為故事題材。 本作主角假面騎士變身用的驅動器為系列史上首個裝置在胸前的驅動器。 本作為高橋悠也第四次擔任系列作的主編劇。 |

## 海外播放

### 現況
目前中国大陆和台灣播出《假面騎士GAVV》，香港和澳門播出《假面騎士GOTCHARD》及《假面騎士GAVV》。

### 香港
- 初代至《亞極》（只限部分作品）於亞洲電視本港台播出，主角名字包含有動物名稱，分别是第一代的「洪大龍」，緊接的是「洪飛虎」和「洪天馬」，《龍騎》至《鎧武》在無電視翡翠台播出；至因無綫電視取消幪面超人時段而沒有在電視台播放，而此段空白期官方已經在雜誌中公佈《幪面超人EX-AID》角色及各幪面超人形態的簡介、連載漫畫和播放電視廣告，但最終該作沒有在電視台播放，直至開始，於香港電視娛樂ViuTV播出，成為首部於該台播放的幪面超人作品，而更是首部緊貼日本播放完畢後於香港播放的幪面超人作品（日本播放最終回與香港開始播放只相差一星期）。2022年8月1日，無綫電視於旗下的收費OTT服務平台myTV SUPER開始播放《風都偵探》。2024年，羚邦集团开始在其YouTube頻道上架 。
- 平成時代劇場版方面，亞洲電視本港台只播映過和，[35]和《鎧武》劇場版只發行影碟；自劇場版起，香港院綫開始緊貼日本上映最新幪面超人劇場版電影。

#### 麗的電視
- 1974年
- 1975年-1977年

#### 亞洲電視本港台
- 1990年-1991年
- 1991年-1992年
- 2002年
- 2003年-2004年《亞極》

#### 無綫電視翡翠台
- 2004年-2005年《龍騎》（首播時稱為《幪面超人系列：龍騎》）
- 2005年-2006年
- 2006年-2007年《劍》
- 2007年-2008年《響鬼》
- 2008年-2009年《甲鬥王》
- 2009年-2010年《電王》
- 2010年-2011年《月騎》
- 2011年-2012年《騎》
- 2012年-2013年
- 2013年-2014年
- 2014年-2015年
- 2015年-2016年
- 2016年-2017年《鎧武》

#### 無綫電視myTV SUPER
- 2022年《風都偵探》

#### ViuTV
- 2018/12/30-2019/12/15：
- 2020/04/13-2020/08/04：《時王》
- 2020/09/06-2021/07/18：
- 2021/10/24-2022/09/18：《聖刃》
- 2022/09/25-2023/09/03：
- 2023/10/29-2024/08/25：
- 2024/09/01-2025/08/10：

#### 羚邦
- 2024/12/07-2025//:

### 台灣

#### 衛視中文台
- 1996/12-1997/11：《假面騎士Black》
- 1997/12-1998/11：《假面騎士Black RX》

#### 八大戲劇台
- 2003/08/31-2003/11/23：《假面超人酷賈》

#### 華視
- 2004/07/29-2005/03/16：《假面騎士龍騎》

#### 東森幼幼台
- 2005/09/18-2006/08/27：《假面騎士555》
- 2006/09/03-2007/08/05：《假面騎士劍》
- 2012/07/01-2013/06/09：《假面騎士W》
- 2013/06/16-2014/05/04：《假面騎士OOO》
- 2014/09/07-2015/08/02：《假面騎士Fourze》[36]
- 2017/01/21-2017/12/09：《假面騎士鎧武》[37][38]

#### MOMO親子台
- 2007/09/30-2008/08/31：《假面騎士響鬼》

#### 卡通頻道
- 2009/01/05-2009/03/12：《假面騎士Kabuto》
- 2009/10/09-2010/06/02：《假面騎士電王》
- 2010/12/03-2011/10/28：《假面騎士KIVA》
- 2011/12/03-2012/06/30：《假面騎士Decade》

#### 東森綜合台
- 2016/09/03-2017/07/22：《假面騎士鎧武》[38]
- 2017/09/09-2018/07/14：《假面騎士EX-AID》[38]

#### 中華電信MOD、Hami Video
- 2019/08/02-2020/01/17：《假面騎士Build》
- 2019/12/06-2020/05/22：《假面騎士ZI-O》
- 2020/09/30-2020/12/25：《假面騎士Ghost》
- 2021/02/02-2021/03/30：《假面騎士ZERO-ONE》
- 2021/07/02-2021/08/27：《假面騎士Wizard》
- 2022/01/28-2022/04/15：《假面騎士聖刃》
- 2022/08/19-2022/08/26：《假面騎士W》[39]
- 2022/09/02-2022/09/09：《假面騎士OOO》[40]
- 2022/09/22-2023/01/26：《假面騎士REVICE》
- 2022/09/16-2022/09/30：《假面騎士Fourze》[41]
- 2023/09/30-2024/03/16：《假面騎士GEATS》
- 2024/10/25-2024/12/20：《假面騎士GOTCHARD》
- 2024/12/20-2025：《假面騎士GAVV》

#### 巴哈姆特動畫瘋
- 皆為木棉花國際代理版本，以下若為單一日期，表示全集一次上架。
- 2017/07/11：《假面騎士W》
- 2017/07/17：《假面騎士OOO》
- 2017/07/20：《假面騎士Fourze》
- 2019/08/02-2020/01/17：《假面騎士Build》
- 2019/12/06-2020/05/22：《假面騎士ZI-O》
- 2020/07/13：《假面騎士EX-AID》
- 2020/11/01：《假面騎士Ghost》
- 2021/01/01：《假面騎士Drive》
- 2021/02/02-2021/03/30：《假面騎士ZERO-ONE》
- 2021/03/01：《假面騎士鎧武》
- 2021/10/01：《假面騎士Wizard》
- 2022/05/20：《假面騎士聖刃》
- 2023/03/03：《假面騎士REVICE》
- 2024/04/19：《假面騎士GEATS》
- 2024/11/29-2025/01/17：《假面騎士GOTCHARD》
- 2025/01/24-2025：《假面騎士GAVV》

#### 木棉花國際官方Youtube
- 2019/08/02-2020/02/23[42]：《假面騎士Build》
- 2020/02/23-2020/08/09[43]：《假面騎士ZI-O》
- 2021/02/28-2021/04/14[44]：《假面騎士ZERO-ONE》
- 2022/06/10-2022/07/28：《假面騎士W》[45]
- 2022/06/19-2022/08/05：《假面騎士聖刃》
- 2022/07/29-2022/09/14：《假面騎士OOO》[45]
- 2022/09/15-2022/11/01：《假面騎士Fourze》[45]
- 2022/11/02-2022/12/24：《假面騎士Wizard》
- 2023/03/13-2023/04/06：《假面騎士REVICE》[46]

#### 霹靂台灣台
- 皆為木棉花國際代理版本，但是鎧武播畢後，有先回頭重播ZI-O、Build、EX-AID、Ghost，直到取得ZERO-ONE的播映權為止。
- 2020/07/21-2020/09/27：《假面騎士ZI-O》
- 2020/09/28-2020/12/03：《假面騎士Build》
- 2020/12/04-2021/02/04：《假面騎士EX-AID》
- 2021/02/05-2021/04/15：《假面騎士Ghost》
- 2021/04/16-2021/06/22：《假面騎士Drive》
- 2021/06/23-2021/08/26：《假面騎士鎧武》
- 2022/05/25-2022/07/28：《假面騎士ZERO-ONE》
- 2022/07/28-2022/10/03：《假面騎士W》
- 2022/10/04-2022/12/08：《假面騎士聖刃》

#### 劇場版
- 曼迪傳播代理：《假面騎士空我》至《假面騎士Decade》系列（同TV版），於卡通頻道首播。
- 木棉花國際代理：《假面騎士W》至今。其中《假面騎士EX-AID》系列之前於MOD首播，《假面騎士Build》系列之後為院線上映。各特攝劇場版2019年起皆可於木棉花官方Youtube收看。

### 中國大陸
- 從《假面騎士ZI-O》開始，由上海新創華文化發展有限公司拿下購入且緊貼日本播放[47]，在《假面騎士ZI-O》播映期間，於騰訊視頻全集上架前作《假面騎士Decade》至《假面騎士Build》的雙語版本（除《假面騎士Fourze》2021年1月上架，《假面騎士鎧武》2018年8月上架外），于2020年12月至2021年12月期間陸續上架《假面騎士空我》至《假面騎士Kiva》日語原聲版本；2021年起開始由於「先審後播」且審核時間延長，所以從《假面騎士01外傳》和《假面騎士REVICE》開始不再緊貼日本播放，而《假面騎士01外傳》和《假面騎士REVICE》在日本上映3-5個月後才上架騰訊視頻。而從《假面騎士GEATS》開始則由騰訊視頻獨播改為愛優騰哔四大影音平台聯合播放。2024年10月13日起，因應東映配合中國大陸審核政策提前拍攝之緣故，從《假面騎士GAVV》起開始恢復與日本同步播放。
- 劇場版方面，《假面騎士W》至《假面騎士REVICE》的冬季聯動劇場版，《假面騎士Agito》至《假面騎士GEATS》的獨立劇場版在騰訊視頻上架。
- 外傳方面，《假面騎士W》、《假面騎士Build》至《假面騎士REVICE》的外傳在騰訊視頻上架。

### 韓國
- 從《假面騎士空我》開始至今都有穩定播出，但《假面騎士響鬼》及《假面騎士鎧武》因為有濃厚的日本文化因此未播出。

### 馬來西亞
- 《假面騎士OOO》、《假面騎士Fourze》、《假面騎士Build》和《假面騎士ZI-O》分別曾在馬來頻道NTV7和TV3播出。

### 新加坡
- 《假面騎士555》、《假面騎士劍》、《假面騎士KABUTO》、《假面騎士Fourze》和《假面騎士Wizard》分別在聚點頻道和奧多頻道播出。

## 假面騎士作品編劇

### 昭和
| 對應年份    | 作品名稱                       | 集數 | 編劇 |
| ----------- | ------------------------------ | ---- | --- |
| 1971 - 1973 | 假面騎士                       | 98   | 伊上勝、市川森一&島田真之、瀧澤真理、山崎久、長石多可男、島田真之、塚田正熙、大野武雄、石森史郎、鈴木生朗、長谷川公之、平山公夫&山田稔、桶谷五郎、石之森章太郎&島田真之、丸山文櫻 |
| 1973 - 1974 | 假面騎士V3                     | 52   | 伊上勝、鈴木生朗、島田真之、内藤まこ&佐伯俊道、瀧澤真理、島田真之&塚田正煕、海堂肇、長石多可男、平山公夫                                                                          |
| 1974 - 1974 | 假面騎士X                      | 35   | 長坂秀佳、伊上勝、鈴木生朗、村山庄三、島田真之、平山公夫&中瀬当一 |
| 1974 - 1975 | 假面騎士AMAZON                 | 24   | 大門勲、鈴木生朗、伊上勝、村山庄三、松岡清治 |
| 1974 - 1975 | 假面騎士STRONGER               | 39   | |
| 1979 - 1980 | 假面騎士（SKY RIDER）          | 54   | |
| 1980 - 1981 | 假面騎士SUPER1                 | 48   | |
| 1984        | 10號誕生！假面騎士全員集合！！ | 1    | 平山公夫 |
| 1987 - 1988 | 假面騎士BLACK                  | 51   | |
| 1988 - 1989 | 假面騎士BLACK RX               | 47   | |

### 平成
| 對應年份    | 作品名稱 | 集數 | 編劇 |
| ----------- | -------- | ---- | --- |
| 2000 - 2001 | KUUGA    | 49   | 荒川稔久(38)、井上敏樹(8)、荒川稔久&井上敏樹(1)、荒川稔久&竹中清(1)、きだつよし&村山桂(1)                                                  |
| 2001 - 2002 | AGITO    | 51   | 井上敏樹(50)、小林靖子(1) |
| 2002 - 2003 | RYUKI    | 50   | 小林靖子(36)、井上敏樹(14) |
| 2003 - 2004 | FAIZ     | 50   | 井上敏樹(50) |
| 2004 - 2005 | BLADE    | 49   | 今井詔二(18)、今井詔二&今井想吉(1)、會川昇(19)、井上敏樹(7)、宮下隼一(4)                                                                   |
| 2005 - 2006 | HIBIKI   | 48   | きだつよし&大石真司(10)、大石真司(14)、きだつよし(5)、井上敏樹(17)、米村正二(2)                                                            |
| 2006 - 2007 | KABUTO   | 49   | 米村正二(33)、井上敏樹(16) |
| 2007 - 2008 | DEN-O    | 49   | 小林靖子(45)、米村正二(4) |
| 2008 - 2009 | KIVA     | 48   | 井上敏樹(46)、米村正二(2) |
| 2009        | DECADE   | 31   | 會川昇(11)、米村正二(10)、井上敏樹(4)、小林靖子(4)、古怒田健志(2)                                                                          |
| 2009 - 2010 | W        | 49   | 三條陸(25)、長谷川圭一(20)、荒川稔久(2)、中島一基(2)                                                                                       |
| 2010 - 2011 | OOO      | 48   | 小林靖子(38)、毛利亘宏(6)、米村正二(4) |
| 2011 - 2012 | FOURZE   | 48   | 中島一基(22)、三條陸(18)、長谷川圭一(8) |
| 2012 - 2013 | WIZARD   | 53   | きだつよし(25)、きだつよし&香村純子(2)、香村純子(20)、石橋大助(4)、會川昇(2)                                                               |
| 2013 - 2014 | GAIM     | 47   | 虛淵玄(30)、虛淵玄&七篠トリコ(1)、虛淵玄&砂阿久雁(1)、虛淵玄&毛利亘宏(3)、虛淵玄&鋼屋ジン(8)、毛利亘宏(2)、虛淵玄&海法紀光(1)、鋼屋ジン(1) |
| 2014 - 2015 | DRIVE    | 48   | 三條陸(29)、長谷川圭一(14)、香村純子(4)、毛利亘宏(1)                                                                                       |
| 2015 - 2016 | GHOST    | 50   | 福田卓郎(22)、毛利亘宏(13)、長谷川圭一(15)                                                                                                 |
| 2016 - 2017 | EX-AID   | 45   | 高橋悠也(45) |
| 2017 - 2018 | BUILD    | 49   | 武藤將吾(49) |
| 2018 - 2019 | ZI-O     | 49   | 下山健人(28)、毛利亘宏(19)、井上敏樹(2) |

### 令和
| 對應年份    | 作品名稱 | 集數 | 編劇                                                                 |
| ----------- | -------- | ---- | -------------------------------------------------------------------- |
| 2019 - 2020 | ZERO-ONE | 45   | 高橋悠也(30)、筧昌也(11)、三條陸(2)、高野水登(2)                     |
| 2020 - 2021 | SABER    | 49   | 福田卓郎(14)、毛利亘宏(11)、長谷川圭一(19)、內田裕基(5)              |
| 2021 - 2022 | REVICE   | 50   | 木下半太(41)、毛利亘宏(8)、內田裕基(1)                               |
| 2022 - 2023 | GEATS    | 49   | 高橋悠也(49)                                                         |
| 2023 - 2024 | GOTCHARD | 50   | 長谷川圭一&內田裕基(2)、長谷川圭一(20)、內田裕基(16)、井上亞樹子(12) |
| 2024 - 2025 | GAVV     |      | 香村純子()、金子香緒里()、毛利亘宏()、金子香緒里&香村純子()          |
| 2025 -      | ZEZTZ    |      |                                                                      |

## 電影版/劇場版

### 昭和時期
- 《Go!Go!假面騎士》
1971年(昭和46年)7月18日公開。
- 《假面騎士對修卡》
1972年(昭和47年)3月18日公開。
- 《假面騎士對地獄大使》
1972年(昭和47年)7月16日公開。
- 《假面騎士V3》
1973年(昭和48年)3月17日公開。
- 《假面騎士V3對迪斯特龍怪人》
1973年(昭和48年)7月18日公開。
- 《假面騎士X》
1974年(昭和49年)3月16日公開。
- 《五騎士對黑影魔王》
1974年(昭和49年)7月25日公開。
- 《假面騎士AMAZON》
1975年(昭和50年)3月21日公開。
- 《假面騎士STRONGER》
1975年(昭和50年)7月26日公開。
- 《假面騎士 8騎士VS銀河王》
1980年(昭和55年)3月15日公開。
- 《假面騎士Super 1》
1981年(昭和56年)3月14日公開。
- 《假面騎士BLACK 前往鬼島》
1988年(昭和63年)3月12日公開。
- 《假面騎士BLACK 恐怖！悪魔嶺的怪人館》
1988年(昭和63年)7月9日公開。

### 昭和時期（Special）
- 《假面骑士 THE FIRST》
2005年(平成17年)11月5日公開。
- 《假面骑士 THE NEXT》
2007年(平成19年)10月27日公開。

### 平成時期
- 《假面騎士顎門 - Project G4》

2001年(平成13年)9月22日公開。
- 《假面騎士龍騎 - Episode Final》

2002年(平成14年)8月17日公開。
- 《假面騎士555(Faiz) - 消失的天堂》

2003年(平成15年)8月16日公開。
- 《假面騎士劍 -  MISSING ACE》

2004年(平成16年)9月11日公開。
- 《假面騎士響鬼 - 與七人的戰鬼》

2005年(平成17年)9月3日公開。
- 《假面騎士KABUTO - GOD SPEED LOVE》

2006年(平成18年)8月5日公開。
- 《假面騎士電王 - 老子我，誕生！》

2007年(平成19年)8月4日公開。
- 《假面騎士電王&假面騎士KIVA-假面騎士電王&CLIMAX刑事》

2008年(平成20年)4月12日公開。
- 《假面騎士KIVA-魔界城之王》

2008年(平成20年)8月9日公開。
- 《假面騎士電王-再見！假面騎士電王 Final Countdown》

2008年(平成20年)10月4日公開。
- 《假面騎士電王 &假面騎士Decade-超·假面騎士電王 & Decade 新世代 鬼島的戰艦》

2009年(平成21年)5月1日公開。
- 《假面騎士Decade-全騎士 VS 大修卡》[48]

2009年(平成21年)8月8日公開。
- 《假面騎士W & 假面騎士Decade - 假面騎士×假面騎士 W & Decade MOVIE大戰2010》[49]

- 《假面騎士Decade 完結篇》
- 《假面騎士W - Begin's night》
- 《MOVIE大戰2010》

2009年(平成21年)12月12日公開。
- 《假面騎士電王 -假面騎士×假面騎士×假面騎士 THE MOVIE 超·電王 三部曲》

- 《Episode Red - Zeronos》

2010年(平成22年)5月22日公開。
- 《Episode Blue - New Den-O》

2010年(平成22年)6月5日公開。
- 《Episode Yellow - Diend》

2010年(平成22年)6月19日公開。
- 《假面騎士W - A至Z/命運的Gaia Memory》

2010年(平成22年)8月7日公開。
- 《假面騎士OOO & 假面騎士W - 假面騎士×假面騎士 OOO & W feat. Skull MOVIE大戰 Core》

- 《假面騎士W - Skull給W的信息》
- 《假面騎士OOO - 織田信長的慾望》
- 《MOVIE大戰CORE》

2010年(平成22年)12月18日公開。
- 《假面騎士OOO & 假面騎士電王 - OOO·電王·All Riders Let's Go Kamen Riders》

2011年(平成23年)4月1日公開。
- 《假面騎士OOO - WONDERFUL 將軍與21枚核心硬幣》

2011年(平成23年)8月6日公開。
- 《假面騎士Fourze & 假面騎士OOO - 假面騎士×假面騎士 Fourze & OOO MOVIE大戰MEGA MAX》

- 《序幕「戰鬥吧!傳說之7人騎士」》
- 《假面騎士OOO - 「Ankh復活‧未來核心硬幣‧相連的希望」》
- 《假面騎士W - 風都暗地的陰謀「衝前!假面騎士Joker」》
- 《假面騎士Fourze -「撫・子・降・臨」》
- 《MOVIE大戰MEGA MAX「集結!榮光之戰士」》

2011年(平成23年)12月10日公開。
- 《假面騎士 & 超級戰隊 - 超級英雄大戰》

2012年(平成24年)4月21日公開。
- 《假面騎士Fourze - THE MOVIE 大家的宇宙來了!》

2012年(平成24年)8月4日公開。
- 《假面騎士Wizard & 假面騎士Fourze - 假面騎士×假面騎士 Wizard & Fourze MOVIE大戰Ultimatum》

- 《序幕「復活的伏魔三劍俠」》
- 《假面騎士Fourze - 5年前的約定。為完成那個「約定」、投入決戰之地》
- 《假面騎士Wizard - 向未來的約定》
- 《MOVIE大戰Ultimatum》

2012年(平成24年)12月8日公開。
- 《假面騎士 & 超級戰隊 & 宇宙刑事 - 超級英雄大戰Z》

2013年(平成25年)4月27日公開。
- 《假面騎士Wizard - in Magic Land》

2013年(平成25年)8月3日公開。
- 《假面騎士鎧武 & 假面騎士Wizard - 假面騎士×假面騎士 鎧武 & Wizard 天下決勝之戰國MOVIE大合戰》

- 《假面騎士Wizard - 約定的地方》
- 《假面騎士鎧武 - 戰極Battle Royale！》
- 《天下決勝之戰國MOVIE大合戰》

2013年(平成25年)12月14日公開。
- 《假面騎士 & 超級戰隊 - 平成騎士對昭和騎士 假面騎士大戰 feat.超級戰隊》

2014年(平成26年)3月29日公開。
- 《假面騎士鎧武 - 足球大決戰！黃金果實爭奪杯！》

2014年(平成26年)7月19日公開。
- 《假面騎士Drive & 假面騎士鎧武 - 假面騎士×假面騎士 Drive & 鎧武 MOVIE大戰 Full Throttle》

- 《假面騎士鎧武 - 進撃的最後舞台》
- 《假面騎士Drive - Lupin帶來的挑戰書》
- 《MOVIE大戰 Full Throttle》

2014年(平成26年)12月13日公開。
- 《假面騎士 - 超級英雄大戰GP 假面騎士3號》

2015年(平成27年)3月21日公開。
- 《假面騎士Drive - Surprise Future》

2015年(平成27年)8月8日公開。
- 《假面騎士Ghost & 假面騎士Drive - 假面騎士×假面騎士 Ghost & Drive 超MOVIE大戰 Genesis》[50]

- 《超MOVIE大戰 Genesis》

2015年(平成27年)12月12日公開。
- 《假面騎士 - 假面騎士1號》

2016年(平成28年)3月26日公開。
- 《假面騎士Ghost - 100個眼魂與Ghost命運的瞬間》

2016年(平成28年)8月6日公開。
- 《假面騎士EX-AID & 假面騎士Ghost - 假面騎士平成Generations Dr.Pac-Man對EX-AID&Ghost with 傳說騎士》

2016年(平成28年)12月10日公開。
- 《假面騎士 & 超級戰隊 - 超 超級英雄大戰》

2017年(平成29年)3月25日公開。
- 《假面騎士EX-AID - True·Ending》

2017年(平成29年)8月5日公開。
- 《假面騎士Build & 假面騎士EX-AID - 假面騎士平成Generations FINAL Build & EX-AID with 傳說騎士》

2017年(平成29年)12月9日公開。
- 《假面騎士Amazons - 假面騎士Amazons Season1覺醒》[51]

2018年(平成30年)5月5日公開。
- 《假面騎士Amazons - 假面騎士Amazons Season2輪廻》[51]

2018年(平成30年)5月12日公開。
- 《假面騎士Amazons - 假面騎士Amazons The Movie 最後的審判》[51]

2018年(平成30年)5月19日公開。
- 《假面騎士Build - Be The One》

2018年(平成30年)8月4日公開。
- 《假面騎士ZI-O & 假面騎士Build - 假面騎士平成Generations Forever》

2018年(平成30年)12月22日公開。
- 《假面騎士ZI-O - Over Quartzer》

2019年(令和元年)7月26日公開。
- 《假面騎士電王 - 假面騎士電王 Pretty電王登場!》

此作會在2020年(令和二年)4月24日上映的電影《東映漫畫祭》內播出。

### 令和時期
- 《假面騎士ZERO-ONE & 假面騎士ZI-O - 假面騎士令和The First Generation》

2019年(令和元年)12月21日公開。
- 《假面騎士ZERO-ONE - REAL×TIME》

2020年(令和2年)12月18日公開。
- 《假面騎士聖刃 - 不死鳥之劍士與破滅之書》

2020年(令和2年)12月18日公開。
- 《假面騎士聖刃 + 機界戰隊全開者 - 超級英雄戰記》

2021年(令和3年)7月22日公開。
- 《假面騎士REVICE - 劇場版短篇 假面騎士REVICE》

2021年(令和3年)7月22日公開。
- 《假面騎士REVICE & 假面騎士聖刃 - 假面騎士Beyond Generations》

2021年(令和3年)12月17日公開。
- 《假面騎士REVICE - Battle Familia》

2022年(令和4年)7月22日公開。
- 《假面騎士GEATS & 假面騎士REVICE - 假面騎士GEATS×REVICE MOVIE Battle Royale》

- 「REVICE」真正的最後
- 「GEATS」最惡劣的遊戲
- 「龍騎」緊急參戰
- 〈GEATS vs REVICE vs 龍騎〉

2022年(令和4年)12月23日公開。
- 《假面騎士GEATS - 四人的ACE與黑狐》

2023年(令和5年)7月28日公開。
- 《假面騎士GOTCHARD & 假面騎士GEATS -假面騎士THE WINTER MOVIE GOTCHARD & GEATS 最強克米☆GOTCHA大作戰》[54]

2023年(令和5年)12月22日公開。
- 《假面騎士GOTCHARD - The Future Daybreak》

2024年(令和5年)7月26日公開。
- 《假面騎士GAVV - 糖果屋的侵略者》

2025年(令和6年)7月25日公開。

## 外傳&續篇&完結篇/OV

### 昭和時期
- 《集合！七人之假面騎士！！》
- 《不滅之假面騎士特別篇》
- 《這是假面騎士Black！》
- 《假面騎士1號 〜 RX 大集合》
- 《假面騎士 走在世界之上》
- 《假面騎士世界》

### 平成一期
- 《假面騎士空我 新春特別篇》
- 《假面騎士空我 Episode 46.5 初夢》
- 《假面騎士空我 Episode 50 乙彼》
- 《假面騎士鄂鬥 特別篇 全新變身》
- 《假面騎士龍騎 特別篇 13 Riders》
- 《假面騎士劍 New Generation》
- 《假面騎士電王 異魔神動畫》

OVA作品。
- 《555 20th》

- 《假面騎士555 20th PARADISE·REGAINED》

OV作品，2024年(令和6年)2月2日公開。

#### 平成二期
- 《假面騎士W RETURNS》

- 《假面騎士Accel》

OV作品，2011年(平成23年)4月21日公開。
- 《假面騎士Eternal》

OV作品，2011年(平成23年)7月21日公開。
- 《OOO 10th》

- 《假面騎士OOO 10th 復活的核心硬幣》

OV作品，2022年(令和4年)3月12日公開。
- 《鎧武外傳》

- 《假面騎士斬月/假面騎士巴隆》

OV作品，2015年(平成27年)4月22日公開。
- 《假面騎士杜古/假面騎士納高爾》

OV作品，2015年(平成27年)11月11日公開。
- 《Drive SAGA》

- 《假面騎士Chaser》

OV作品，2016年(平成28年)4月20日公開。
- 《假面騎士Heart/假面騎士Mach》

OV作品，2016年(平成28年)11月16日公開。
- 《Ghost RE:BIRTH》

- 《假面騎士Specter》

OV作品，2017年(平成29年)4月19日公開。
- 《EX-AID Trilogy Another·Ending》

- 《假面騎士Brave ＆ Snipe》

OV作品，2018年(平成30年)2月3日公開。
- 《假面騎士Para-DX with Poppy》

OV作品，2018年(平成30年)2月17日公開。
- 《假面騎士Genm VS Lazer》

OV作品，2018年(平成30年)3月3日公開。
- 《Build NEW WORLD》

- 《假面騎士Cross-Z》

OV作品，2019年(平成31年)1月25日公開。
- 《假面騎士Grease》

OV作品，2019年(令和元年)9月6日公開。
- 《假面騎士ZI-O NEXT TIME》

- 《Geiz Majesty》

OV作品，2020年(令和2年)2月28日公開。

### 令和
- 《ZERO-ONE Others》

- 《假面騎士滅亡迅雷》

OV作品，2021年(令和3年)3月26日公開。
- 《假面騎士巴爾幹&瓦爾基麗》

OV作品，2021年(令和3年)8月27日公開。
- 《假面騎士聖刃 深罪的三重奏》

- 《深罪的三重奏》

OV作品，2022年(令和4年)1月28日公開。
- 《REVICE Forward》

- 《假面騎士LIVE&EVIL&DEMONS》

OV作品，2023年(令和5年)2月10日公開。
- 《假面騎士GEATS Jyamato·Awaking》

- 《Jyamato·Awaking》

OV作品，2024年(令和6年)3月8日公開。
- 《假面騎士GOTCHARD GRADUATIONS》

- 《GRADUATIONS》

OV作品，2025年(令和7年)2月21日公開。

## 網路劇
- 《網路版 假面騎士 Kiva 魔界城之女王》
- 《網路版 假面騎士 Decade All Riders 超級 Spin-off》
- 《假面騎士 Decade All Riders VS 死神博士》
- 《網絡版 假面騎士 W Forever A 至 Z 之爆笑26連發》
- 《網絡版 OOO・電王・All Riders Let's Go Kamen Riders ～尋找吧！只屬於你的48騎士～》
- 《網路版 假面騎士 OOO All Stars 21名主角與核心硬幣》
- 《網路版 假面騎士×超級戰隊 超級英雄大事件 〜犯人到底是誰？！〜》
- 《網路版 假面騎士 Fourze 大家的授業來了！》
- 《網路版 假面騎士×超級戰隊×宇宙刑事 超級英雄大戰乙！ ～Heroo！知識～  會解決你的煩惱》
- 《網絡版 假面騎士 Wizard in 真的嗎！？Land》
- 《d Video特別篇 假面騎士4號》
- 《假面騎士 Ghost 傳說！騎士之魂！》
- 《假面騎士EX-AID [裏技] 假面騎士Genm》
- 《假面騎士Brave ～Survive吧！復活的野獸騎士・小隊～》
- 《假面骑士Snipe Episode ZERO》
- 《假面騎士Build 提昇危險等級的7種最佳配對》
- 《假面騎士ZI-O 補完計劃》
- 《假面騎士ZI-O 外傳 PART1『RIDER TIME 假面騎士Shinobi』》
- 《假面騎士ZI-O 外傳 PART2 RIDER TIME 假面騎士龍騎》
- 《RIDER TIME 假面騎士ZI-O VS DECADE / 7人的ZI-O！》
- 《RIDER TIME 假面騎士DECADE VS ZI-O / DECADE館的死亡遊戲》
- 《假面騎士Genms -The Presidents-》
- 《假面騎士聖刃×Ghost》
- 《假面騎士Specter×Blades》
- 《假面騎士REVICE The Mystery》
- 《REVICE Legacy 假面騎士VAIL》
- 《假面騎士Genms Smart Brain 與 1000%的Crisis》
- 《假面騎士JEANNE&假面騎士AGUILERA with Girls Remix》
- 《假面騎士Outsiders》
- 《假面騎士Amazons》
- 《GEATS EXTRA》
- 《假面騎士GOTCHARD VS 假面騎士LEGEND》
- 《冥黑啟示錄 拉克西斯》
- 《假面騎士MAJADE with Girls Remix》

## 導演剪接版
- 《假面騎士空我 特別篇》
- 《假面騎士空我 新春特別版》
- 《假面騎士鄂鬥 Project G4》
- 《假面騎士龍騎 Episode Final》
- 《假面騎士 555 消失的天堂》
- 《假面騎士劍 Missing Ace》
- 《假面騎士響鬼與七人的戰鬼》
- 《假面騎士 Kabuto God Speed Love》
- 《假面騎士電王 俺 誕生！》
- 《假面騎士電王 最終3部作 特別版》
- 《假面騎士 The Next 加長版》
- 《假面騎士 Kiva 魔界城之王》
- 《再見！假面騎士電王 Final Countdown》
- 《劇場版 假面騎士 Decade All Riders VS 大修卡》
- 《假面騎士 Decade 特別篇 第30話 假面騎士大戰 序章 重新剪輯版》
- 《假面騎士 Decade 特別篇 最終話 世界的破壞者 重新剪輯版》
- 《假面騎士×假面騎士 W & Decade Movie 大戰 2010》
- 《假面騎士 W Forever A 至 Z Gaia Memory 的命運》
- 《假面騎士×假面騎士 OOO & W feat. Skull Movie大戰 Core》
- 《假面騎士 OOO Final Episode 導演剪接版》
- 《假面騎士 OOO WONDERFUL 將軍與21枚核心硬幣》
- 《假面騎士×假面騎士 Fourze & OOO Movie大戰 Mega Max》
- 《假面騎士×假面騎士 Wizard & Fourze Movie 大戰 Ultimatum》
- 《假面騎士 Fourze The Movie 大家的宇宙來了！》
- 《假面騎士 Fourze Climax Episode 導演剪接版》
- 《假面騎士 Fourze Final Episode 導演剪接版》
- 《假面騎士 Gotchard Final Episode 導演剪接版》

## Hyper Battle 特別篇
- 《假面騎士 空我 超機密影像 假面騎士空我 VS 鋼力怪人》
- 《假面騎士 鄂鬥 三大騎士 超戰鬥影像》
- 《假面騎士 龍騎 龍騎 VS 假面騎士鄂鬥》
- 《假面騎士 555 超戰鬥影像》
- 《假面騎士 劍 劍 VS 劍》
- 《假面騎士 響鬼 明日夢變身》
- 《假面騎士 HIBIKI HYPER BATTLE VIDEO 師匠と弟子轟鬼誕生!》
- 《假面騎士 Kabuto 誕生！！ Gatack Hyper From》
- 《假面騎士 電王 唱唱歌跳跳舞大特訓》
- 《假面騎士 Kiva 你也能成為 Kiva 吧》
- 《假面騎士 Decade 守護！電視君的世界》
- 《假面騎士 W 超戰鬥 DVD 蓋澆飯α／再會愛的食譜》
- 《假面騎士 W DVD 蓋亞記憶體大圖鑑》
- 《假面騎士 OOO Hyper Battle DVD 猜謎 跳舞 Takagaruba》
- 《假面騎士 超 Battle History》
- 《假面騎士 Fourze 特殊附錄 DVD Astro Switch 秘密報告》
- 《假面騎士 Fourze Hyper Battle DVD 友情的 Rocket Drill States》
- 《假面騎士 Wizard Hyper Battle DVD 舞蹈戒指節目時間》
- 《假面騎士 鎧武 Hyper Battle DVD 新鮮柳橙鎧甲誕生！～你也抓住！新鮮之力～》
- 《假面騎士 Drive 祕密任務 type High Speed！真正的力量！高速型號誕生！》
- 《假面騎士 Drive 祕密任務 type Lupin ～ Lupin、最後的挑戰書 ～》
- 《假面騎士 Ghost 一休眼魂爭奪！機智的勝負！！》
- 《假面騎士 Ghost 一休入魂！醒覺吧、我的機智力量！！》
- 《假面騎士 Ghost 真相！英雄眼魂的祕密！》
- 《假面騎士 EX-AID [裏技]假面騎士Lazer》
- 《假面騎士 EX-AID [裏技]假面騎士Para-DX》
- 《假面騎士 Build 誕生！熊電視！ VS假面騎士Grease》
- 《假面騎士 Build Prime Rogue》
- 《假面騎士 ZI-O 仮面假面騎士BiBiBi的膽小月津》
- 《假面騎士 ZERO-ONE 從袋鼠中跳出什麼東西？這種事自己去想！對，非得是我或人也！！》
- 《假面騎士 聖刃 集結！英雄！爆誕戰龍TV君》
- 《假面騎士 REVICE 無尾熊 VS 袋鼠！！用婚禮的啾～呼喚愛！？》
- 《假面騎士 REVICE 2號騎士開始了～♪ 》
- 《假面騎士 GEATS 怎麼回事！？ 都是男人的慾望大賽 王蛇就是我！！》
- 《假面騎士 GOTCHARD 怎麼辦！？寶太郎和凜音的身體互相交換了！！》
- 《假面騎士 GAVV 點心般的美食 Woo！我的海帶麵！》

## 單發作品

### 昭和騎士（TV版）
- 《假面騎士ZX 10號誕生!假面騎士全員集合！》

單發作品，1984年(昭和59年)1月3日首映。

### 昭和騎士（電影版）
- 《真假面騎士 序章》

OV作品，1992年(平成4年)2月20日推出。
- 《假面騎士ZO》

單發作品，1993年(平成5年)4月17日首映。
- 《假面騎士J》

單發作品，1994年(平成6年)4月16日首映。

### 昭和時期（Special）
- 《假面騎士 THE FIRST》

2005年11月5日上映。
- 《假面騎士 THE NEXT》

2007年10月27日上映。

### 平成騎士
- 《假面騎士G》（仮面ライダーG）

2009年1月31日在紀念朝日電視台開播50週年播出的特別節目當中，一個約15分鐘的單元短劇，由SMAP的成員稻垣吾郎主演，主題為紅酒，並且再次起用改造人為假面騎士。但幕後製作方面由東映與石森製作全面動員協助拍攝，也視作是配合2009年推出的新假面騎士作品《假面騎士DECADE》搭配宣傳的一環。

## 衍生作品

### S.I.C. 英雄傳說
- 《假面騎士空我：傳說》
- 《假面騎士：Missing Link》
- 《假面騎士 Black RX：After 0》
- 《假面騎士 V3 & 騎士人：Riderman Another After》
- 《假面騎士鄂鬥：Heaven's Door》
- 《假面騎士亞馬遜：前傳》
- 《假面騎士龍騎：降臨節倒數》
- 《假面騎士 ZO & J：ZO VS J》
- 《假面騎士龍騎：IF 之世界》
- 《假面騎士：自此直到永遠》
- 《假面騎士 555：消失的世界》
- 《假面騎士響鬼：Seven Ogres》
- 《假面騎士：脫出》
- 《假面騎士劍：Day After Tomorrow》
- 《假面騎士鄂鬥：Project G1》
- 《假面騎士空我：Dark Side》
- 《英雄傳說 Special：Four Cards》
- 《假面騎士 X：宙斯之子》
- 《假面騎士電王：1971年4月3日》
- 《假面騎士 Kiva：King of Vampire》
- 《假面騎士 Decade：強人之世界》
- 《假面騎士 Kabuto：since 1986》
- 《假面騎士 W：Playback》
- 《假面騎士 ZX：龍領主》
- 《假面騎士基爾斯：成為假面騎士之男子》
- 《假面騎士 OOO：OOZ》
- 《假面騎士真：結束的開始，開始的結束》
- 《假面騎士：假面騎士 #99》
- 《假面騎士 Wizard：魔法使之弟子》
- 《假面騎士 Decade：OOO之世界》

### 小説
- 《假面骑士 Black MAD 士兵計劃》
- 《假面骑士 ZO 闇之少年》
- 《假面骑士 J》
- 《假面骑士 ZX 原創故事》
- 《假面骑士》
  - 《誕生 1971》
  - 《希望 1972》
  - 《流星 1973》
- 《假面骑士 EVE - Masked Rider Gaia -》
- 《假面骑士 555 正傳 異形之花》
- 《555》
- 假面骑士劍 《暮光之城》
- 《假面骑士響鬼 明日之指針》
- 假面骑士 W 《N之開始/血與夢想》
- 《Kamen Rider Dragon Knight 2 World 1 Hearts 》
- 講談社人物文庫
  - 《小説 假面骑士Kabuto》
  - 《小説 假面骑士W ～Z之繼承者～》
  - 《小説 假面骑士OOO》
  - 《小説 假面骑士555》
  - 《小説 假面骑士鄂鬥》
  - 《小説 假面骑士劍》
  - 《小説 假面骑士Kiva》
  - 《小説 假面骑士Decade 門矢士之世界 ～鏡頭內的花園～》
  - 《小説 假面骑士響鬼》
  - 《小説 假面骑士空我》
  - 《小説 假面骑士電王 東京世界大廈之魔犬》
  - 《小説 假面骑士龍騎》
  - 《小説 假面骑士Fourze 天・高・卒・業》
  - 《小説 假面骑士Wizard》
  - 《小説 假面骑士鎧武》
  - 《小説 假面骑士Drive ～ Mach Saga ～》
  - 《小説 假面骑士Ghost ～ 未來的記憶 ～》
  - 《小説 假面骑士鎧武外傳 假面骑士斬月》
  - 《小説 假面骑士電王 天津四勸進帳》

### 漫畫
- 《假面騎士SPIRITS》[55]
- 《假面騎士空我》[56]
- 《假面騎士Amazons 外傳：螢火》
- 《風都偵探》[57]

### 動畫
- 《風都偵探》
- 《東島丹三郎想成為假面騎士》

## 海外作品

### 台灣
以下三作均為電影作品。
- 《閃電騎士V3》

1975年11月11日上映。
- 《閃電五騎士》

1976年1月31日上映。
1987年4月18日重映。
- 《閃電騎士大戰地獄軍團》

1976年7月17日上映。

### 美國
首部改編為美國版的《假面騎士》作品。由於引進超級戰隊系列的《金剛戰士》獲得成功，製作的SABAN公司與東映以同樣模式再次合作，將《假面騎士BLACK RX》引進美國播映。但此版本除了演員替換之外，劇情走向也與日本版完全不同。
循《金剛戰士》模式製作，演員與劇情完全更替的美國版《假面騎士龍騎》，於2009年3月於美國播出，台灣於2010年11月11日起每週一至四晚上21:30於卡通頻道播出，片名仍然延用日本原名假面騎士龍騎。

## 假面騎士SHOW

### 日本
- 超英雄祭 KAMEN RIDER × SUPER SENTAI LIVE & SHOW

### 台灣
- 戰隊系列Ｘ假面騎士SPECIAL LIVE In Taiwan

## 各作對「假面騎士」的稱呼
- 由假面騎士開始至假面騎士Black RX都有使用「假面騎士」和「假面騎士+名稱」的稱呼，所以無須再列表。
- 由於平成和令和假面騎士數目衆多，以下只列主角假面騎士的稱呼；而剧中明确使用“假面骑士”一词的，非常需要补充称呼；某些作品雖然有明确使用“假面骑士”一词，但其主名稱卻非以“假面骑士”爲主（如假面骑士KABUTO，全劇只被稱呼為KABUTO/甲鬥王；或如假面骑士Ghost，全劇除每話開頭前男主角的旁白提到“假面骑士”一词其餘時間則沒有提及）；而前九作即使没有使用“假面骑士”一词，在《假面骑士DECADE》中都会被称为假面骑士。而在Movie大戰及東映特攝英雄大戰的劇場版同樣都會被稱为假面骑士。

平成時代
| 相關作品 | 是否使用「假面騎士」                                         | 稱呼                            |
| -------- | ------------------------------------------------------------ | ------------------------------- |
| KUUGA    | 否                                                           | 空我 / 4號 / 未知生命體         |
| AGITΩ    | 否                                                           | 顎門                            |
| RYUKI    | 有                                                           |                                 |
| FAIZ     | 否（電影的小說版除外）                                       | FAIZ / 555 / 救世主             |
| BLADE    | 有                                                           |                                 |
| HIBIKI   | 否                                                           | 鬼 / 響鬼 / 音击战士            |
| KABUTO   | 有                                                           |                                 |
| DEN-O    | 否（電影版除外）                                             | 電王                            |
| KIVA     | 否                                                           | 牙 / 月牙 / 月騎 / 王的铠甲     |
| DECADE   | 有                                                           | 破壞者 / 帝騎/ 可惡的decade     |
| W        | 有                                                           |                                 |
| OOO      | 否（16話出現過的假面騎士Birth 說明書、27、28話和電影版除外） | OOO 慾望的主宰                  |
| Fourze   | 有                                                           |                                 |
| Wizard   | 否（本篇以外的剧场版、特别篇除外）                           | Wizard / 魔法使                 |
| Gaim     | 否（特别篇除外）                                             | 鎧武 / Armored Rider = 裝甲騎士 |
| Drive    | 有                                                           |                                 |
| Ghost    | 有                                                           |                                 |
| Amazons  | 否                                                           | Amazonz                         |
| EX-AID   | 有                                                           |                                 |
| Build    | 有                                                           |                                 |
| ZI-O     | 有                                                           | 未來人                          |

令和時代
| 相關作品 | 是否使用「假面騎士」 | 稱呼         |
| -------- | -------------------- | ------------ |
| ZERO-ONE | 有                   |              |
| SABER    | 有                   | 劍士         |
| REVICE   | 有                   |              |
| GEATS    | 有                   |              |
| GOTCHARD | 有                   |              |
| GAVV     | 有                   | 格拉紐特獵人 |

## 怪物/怪人
平成和令和的《假面騎士系列》中的怪人設定基本如下：
- 純怪人：設定與《超級戰隊系列》相似，部分或者是屬地球內的古老原種族（例：《假面骑士空我》的未確認生命體；《假面骑士顎門》的Unknown）
- 異世界：來自第二個世界的怪人，多數都沒有語言能力（例：《假面騎士龍騎》的Mirror Monsters；《假面骑士鎧武》的Inves）
- 變種人類/擬態人類：平時以人類型態自居，戰鬥時會變成怪人型態（變種人類與擬態人類的不同之處為前者是在人類時經歷過死亡或改造，而後者則是怪人自身擬態或藉助特定道具變化成人類）（例：變種人類－《假面騎士555》的Orphnoch、的Phantom；擬態人類－的Worm、《假面騎士Drive》的Roidmude）
- 外星人：來自地球以外的宇宙或星體的怪人（例：的Worm）
- 欲望：以人類的欲望作爲交易或者食糧後進化成長（例：《假面騎士电王》的Imagin；《假面骑士OOO》的Yummy）
- 變身器：由純人類通過裝置變身成怪人（例：《假面騎士W》的Dopant；《假面骑士Fourze》的Zodiarts）
- 人工生命體：設定與昭和系列的怪人相似，由人類科學家自行製作或改造出來，包括機械及有機生命體的怪人（例：《假面騎士Drive》的Roidmude）

### 平成時代
| 相關作品 | 日本原稱                   | 怪物/怪人名稱           | 類型                               | 漢字名稱                       | 香港官方譯名        | 其他名稱          |
| -------- | -------------------------- | ----------------------- | ---------------------------------- | ------------------------------ | ------------------- | ----------------- |
| KUUGA    | グロンギ族                 | Gurongi                 | 純怪人、變種人類/擬態人類          | 古朗基/未確認生命体/怪人       | 未確認生命體/古朗基 | 古代生物          |
| AGITΩ    | アンノウン/ロード          | Announ/Unknown/Lords    | 純怪人                             | 未知生命體/未確認生命体/未知人 | Unknown             | 不明生命體        |
| RYUKI    | ミラーモンスター           | Mirror Monsters         | 異世界                             | 鏡中獸/鏡怪人                  | 怪獸                | 鏡像生物          |
| RYUKI    | ミラーモンスターとその契約 | Contract Monsters       | 異世界                             | 契約獸                         | 怪獸                | 鏡像生物          |
| FAIZ     | オルフェノク               | Orphnoch                | 變種人類                           | 奥菲尔诺                       |                     | 使徒              |
| BLADE    | アンデッド                 | Andeddo/Undead          | 純怪人、擬態人類                   | 不死者                         | 不死者              | 神造物            |
| HIBIKI   | 魔化魍                     | Makamou                 | 純怪人、擬態人類                   | 魔化魍                         | 魔化魍              | 魔化物            |
| KABUTO   | ワーム                     | Worm                    | 外星人、擬態人類/變種人類          | 異虫                           | 宇蟲                | 外來種/外星侵略者 |
| KABUTO   | ネイティブ                 | Native                  | 外星人、擬態人類/變種人類          |                                |                     | 原.外來種         |
| DEN-O    | イマジン                   | Imajin/Imagin           | 純怪人、欲望                       |                                |                     | 時間侵略者        |
| KIVA     | ファンガイア               | Fangaia/Fangire                | 擬態人類                           |                                |                     | 神的錯誤          |
| W        | ドーパント                 | Dopanto/Dopant          | 變身器                             | 慘雜體                         |                     | 蓋亞的記憶        |
| OOO      | グリード                   | Gurīdo/Greeed           | 欲望、擬態人類/變種人類            | 貪婪怪人（干部）               | Greeed              | 慾望之首          |
| OOO      | ヤミー                     | Yamī/Yummy              | 欲望、擬態人類/變種人類            | 闇使徒（下等怪人）             | Yummy               | 黑暗使徒          |
| Fourze   | ホロスコープス             | Horosukopusu/Horoscopes | 變身器                             | 天宮使徒                       | 十二星座使徒        | 星座              |
| Fourze   | ゾディアーツ               | Zodiatsu/Zodiarts               | 變身器                             | 宙體闇使                       | 怪人                | 星座              |
| Wizard   | ファントム                 | Phantom                 | 變種人類                           | 魅影                           | Phantom             | 魔使              |
| Gaim     | インベス                   | Inves                   | 異世界、變種人類                   | 異域者、異域精靈               | Inves               | 異界者            |
| Drive    | ロイミュード               | Roidmude                | 欲望、擬態人類、變身器、人工生命體 | 惡路程式                       | 機械異變人          | 病毒程式          |
| Ghost    | 眼魔                       | Ganma                   | 異世界、變身器                     | 眼魔                           | 眼魔                | 死者魔化          |
| EX-AID   | バグスター                 | Bugster                 | 人工生命體、擬態人類               | 崩源体                         | Bugster             | 電腦病毒          |
| Build    | スマッシュ                 | Smash                   | 變種人類、人工生命體               | 猛击者                         | Smash               | 改造怪人          |
| ZI-O     | アナザーライダー           | Another Rider           | 變身器                             | 异类骑士                       | 異類幪面超人        | 异化假面骑士      |

### 令和時代
| 相關作品 | 日本原稱     | 怪物/怪人名稱 | 類型                           | 中文譯名 （參考用） |
| -------- | ------------ | ------------- | ------------------------------ | ------------------- |
| ZERO-ONE | マギア       | MAGiA         | 變身器、人工生命體             | 魔機偶              |
| ZERO-ONE | レイダー     | RAIDER        | 變身器、人工生命體             | 襲擊者              |
| SABER    | メギド       | Megid         | 異世界、純怪人、擬態人類、欲望 | 梅基多              |
|          | デッドマン   | Deadman       | 變種人類、慾望                 | 死囚                |
|          | ジャマト     | Jyamato       | 人工培育、擬態人類/變種人類    | 邪魔徒              |
|          | マルガム     | Malgam        | 人工生命體、慾望               | 瑪魯加姆            |
|          | グラニュート | Glanewt       | 異世界、擬態人類               | 格拉紐特            |

## 相關遊戲
- 假面騎士(SFC)
- 假面騎士(PS)
- 假面騎士V3(PS)
- 假面騎士空我(PS)
- 假面騎士顎門(PS)
- 假面騎士龍騎(PS)
- 假面騎士正義的系譜 （2003年11月27日發行） /（PlayStation 2 )
- 假面騎士555(PS2)
- 假面騎士劍(PS2)
- 假面騎士響鬼(PS2)
- 假面騎士KABUTO(PS2)
- 假面騎士 Climax Heroes
- 假面騎士大亂鬥 GANBARIDE
- All Rider － 假面騎士 Rider Generation2（日语：オール仮面ライダー ライダージェネレーション）（2012年8月2日發行）
- 假面騎士 超（Super）Climax Heroes（2012年11月29日發行）
- 假面騎士 Battride War（2013年5月23日發行）
- 假面騎士 Battride War II（2014年6月26日發行、Playstation 3 / Wii U）
- 假面騎士：Travelers戰記（2013年11月28日發行）
- 假面騎士 Battride War 創生 （2016年2月25日發行、PlayStation 3 / PlayStation 4 / PS Vita）
- 假面騎士 城市大戰 （2017年10月25日發行、IOS/ Android）
- 假面騎士 巔峰戰士 （2017年12月7日發行、PlayStation 4）
- 假面騎士 巔峰亂鬥 （2018年11月29日發行、任天堂Switch）
- 假面騎士 英雄尋憶（日语：KAMEN RIDER memory of heroez）（2020年10月29日發行、PlayStation 4/任天堂Switch）

## 相關項目
- 《超級英雄時間》

## 註解
1. ↑  泛指官方認定的「二人制」正規騎士，並且追加正規騎士沒有在本篇登場。
2. ↑  該紀錄現由《假面騎士GEATS》打破（28位）。
3. ↑  類似戰隊系列與光之美少女系列的「追加戰士」，但該作並非首次採用相關之安排；而且過往尚未出現「追加騎士」一說，但隨著本作開始的相關安排常規化而得以確立，直到在《假面騎士GAVV》時期才正式在公開場合中使用「追加騎士」一詞。
4. ↑  龍型形式時
5. ↑  Drive的型態名稱為前綴而非後綴
6. ↑  追加在型態後面，型態會配合等級出現外型變化，但有些型態並無等級顯示。
7. ↑  型態。
8. ↑  Akito. . 巴哈姆特電玩資訊站. 2019-07-17  [2019-07-17]. （原始内容存档于2019-07-17）.
9. ↑  ZERO-ONE、聖刃、GOTCHARD
10. ↑  REVICE、GEATS
11. ↑  ZERO-ONE（滅）、聖刃（斯特琉斯）、REVICE（喬治·狩崎）、GEATS（斯維爾）、GOTCHARD（格里昂）。
12. ↑  另外一點就是除了斯特琉斯之外，目前幾人都擔任過兩個甚至以上的假面騎士變身者。
13. ↑  ZERO-ONE（伊絲、刃唯阿、亡、摩亞（劇場版限定）、亞絲（最終舞台劇限定））、聖刃（蘇菲亞、神代玲花、立花結菜（外傳限定））、REVICE（五十嵐櫻、夏木花、惡魔花）、GEATS（鞍馬禰音、我那霸冴、八木沼雪繪與其他DGP女性參賽者）、GOTCHARD（九堂凜音、亞特羅波斯、克洛托、拉克西斯、未明）。
14. ↑  沿用其他型態的武器。
15. ↑  GAVV沒有專屬武器，也是沿用其他型態的武器。
16. ↑  製作人大森敬仁提及假面騎士ZERO-TWO其實是ZERO-ONE的「強化型態」，而自劇場版公佈新的變身者後可視為獨立的個體。
17. ↑  即更換驅動器內置的聖劍
18. ↑  不同之處在於GOTCHARD驅動器裝置新的變身組件後仍是GOTCHARD驅動器，而飛電ZERO-ONE驅動器跟飛電ZERO-TWO驅動器則是不同款式的驅動器。
19. ↑  本作開始便將「假面騎士」英譯改為「Kamen Rider」。
20. ↑  台灣東森幼幼台在首播頭兩集時，曾因此將這兩集的大量片段剪掉，並合併為一集，引起大量台灣假面騎士迷不滿，並對此提出抗議，因此東森幼幼台決定在2013年6月21日23:00重播頭兩集完整版。日後在節目播出時就會提醒畫面為特效設計，建議闔家共同觀賞。
21. ↑  須以第一段變身分離附在人類身上的怪人，再以第二段將其打倒。
22. ↑  變身時會分開成兩個人，同時由兩個人格分別操控。
23. ↑  除了不是主角使用，也因為該變身器在劇中也做為武器和道具。
24. ↑  雖在劇中明確指出是同一部，但差别在于用法，《假面騎士W》雖然有過怪人和假面騎士用同類型的變身器，但是用來變身成怪人的變身器未由假面騎士使用，反之亦然。
25. ↑  假面騎士Snipe，外傳片頭中將數個原先由EX-AID演出的畫面由Snipe取代，最後還出現Snipe將EX-AID從畫面中推開自己站在畫面中央的場景。
26. ↑  少部分非人類角色例外，例如《假面騎士Drive》中的Chase有自爆的演出。
27. ↑  例如因變身副作用。
28. ↑  僅限外傳。
29. ↑  神代凌牙及神代玲花。
30. ↑  聖刃為「特別章」，全開者則為第20話。
31. ↑  例如DECADE+巨齒鯊兩種要素所組成的巨齒鯊基因組（Megalodon Genome）。
32. ↑  五十嵐三兄妹。
33. ↑  雖然假面騎士DREAD和GOTCHARD DAYBREAK早於MAJADE登場，但由於DREAD屬於反派假面騎士，而GOTCHARD DAYBREAK實際上是未來版本的主角假面騎士，因此嚴格來說他們都不算是2號假面騎士。
34. ↑  2024年10月中旬開播，首週聯播7集。
35. ↑  亞洲影帶譯名。
36. ↑  與《獸電戰隊強龍者》同步上下檔。
37. ↑  與《烈車戰隊特急者》同步上下檔。
38. 1 2 3  華藝娛樂代理版本。
39. ↑  8/19上架前面24集，8/26上架後面25集。
40. ↑  9/2上架前面24集，9/9上架後面24集。
41. ↑  9/16上架前面16集，9/23上架中間16集，9/30上架後面16集。
42. ↑  超級英雄頻道於2021/10/27-2021/12/14上架。
43. ↑  超級英雄頻道於2022/03/16-2022/05/03上架。
44. ↑  超級英雄頻道於2022/05/04-2022/06/18上架。
45. 1 2 3  超級英雄頻道台配沿用東森幼幼台版本。
46. ↑  主頻道以雙語每晚兩集，闔家歡以國語每晚兩集。超級英雄以雙語每日一集，04/08起更動為雙語每日兩集，至04/19完畢。
47. ↑  新浪動漫：首屆上海英雄“魂”展精彩亮點回顧，2020“魂”時代 GO！  （页面存档备份，存于），2020-02-15
48. ↑  從這部獨立劇場版開始，往後每一次每一年的新的假面騎士都會以變身後的姿態搶先登場客串，作為宣傳,而此传统暂时被《假面騎士Wizard》的獨立劇場版《劇場版 假面騎士Wizard in Magic Land》打破，连续两年的專屬剧场版均没有新骑士客串，于2015年，随着《假面骑士Ghost》率先在《假面騎士Drive》獨立剧场版《劇場版 假面騎士Drive Surprise Future》中客串而回归此传统。
49. ↑  從這部聯動劇場版開始，往後當年的第二號假面騎士會登場客串。而此紀錄在2013年被鎧武×Wizard剧场版《假面騎士×假面騎士 鎧武 & Wizard 天下決勝之戰國MOVIE大合戰》打破，然而于2014年，随着假面骑士Mach率先在Drive×鎧武《假面騎士×假面騎士 Drive & 鎧武 MOVIE大戰 Full Throttle》中客串而回归此传统。
50. ↑  從這部2015年Ghost×Drive的聯動劇場版開始MOVIE大戰系列不再分章節敘述故事，然而於2022年上映由GEATS×REVICE的聯動劇場版《假面騎士GEATS×REVICE MOVIE Battle Royale》開始回歸將內容分隔成兩個各自的故事
51. 1 2 3  網路劇假面騎士Amazons
52. ↑  原預定2020年7月23日上映，但受到新型冠狀病毒的影響，導致延期上映。
53. ↑  與《假面騎士ZERO-ONE》的劇場版同期上映。
54. ↑  因為新生製片人湊陽祐資歷不成熟，所以本作實質上由白倉伸一郎進行製作指導。同時白倉伸一郎也在座談會表示，為了整理並針對目標受眾製作作品，而不會拍攝《假面騎士GAVV》的聯動劇場版，後續系列作品的聯動劇場版也不會拍攝，該作為《假面騎士系列》最後一部聯動劇場版作品。
55. ↑  本作為《假面騎士ZX》的後傳
56. ↑  本作品為2000年的《假面騎士空我》在2015年重新詮釋的重開機版本，和原作有若干不同
57. ↑  本作為《假面騎士W》的正統續作，後出動畫版本。
58. ↑  無綫電視翡翠台則稱爲假面骑士

## 外部連結
- （中文）东映京都电影城 （页面存档备份，存于）
- 假面騎士官方網站 假面騎士WEB（日語）
- 假面騎士玩具 萬代官方網站（日語）
- YouTube上的東映特攝YouTube頻道（日語）
- YouTube上的假面騎士官方Youtube頻道（日語）
- 假面騎士系列的X（前Twitter） （日語）
- 假面騎士系列的X（前Twitter） （英文）
- 假面騎士系列的Instagram帳戶 （日語）
- 假面騎士系列的TikTok（日語）